# Francmasonería en México

La combinación de la escuadra y el compás es el más conocido emblema masónico. La letra G suele incluirse en las sesiones del segundo grado (compañero).

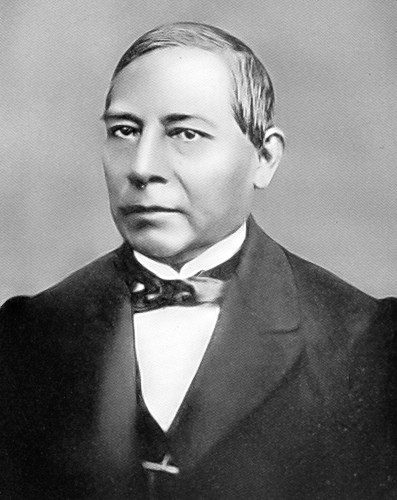
Benito Juárez

La masonería en México surge oficialmente con la independencia del Primer Imperio mexicano, en 1821.[cita requerida]
El rito abrumadoramente mayoritario es hoy en día el Rito Escocés Antiguo y Aceptado, en una particular versión ritualística mexicana muy influenciada por el liberalismo mexicano del siglo XIX. También existen el Rito Nacional Mexicano (que surgió en 1825 y tuvo mayor influencia y poder en el siglo XIX) y el Rito de York. Y con ellos conviven, de modo muy minoritario, numerosos otros ritos, originados sobre todo en el inicio del rito inglés partir del siglo XXI. En este país, la masonería incluye hoy en día logias tanto masculinas (mayoritarias, aún) como femeninas y mixtas.[cita requerida]

## Historia

### Del México colonial a la Independencia

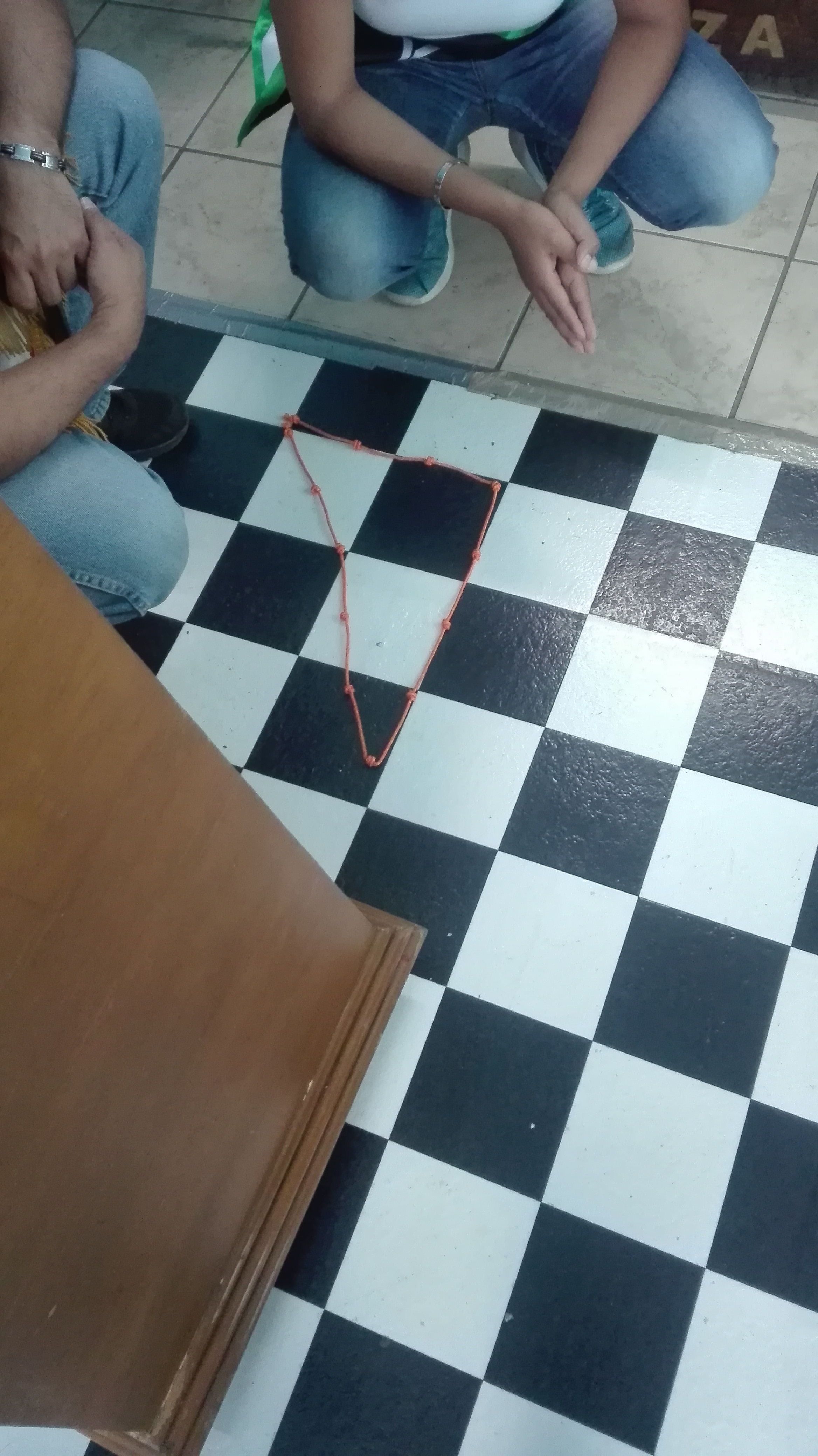
El uso de la cuerda en la masonería (ejemplo en una logia del Rito Nacional Mexicano, en la Ciudad de México, en septiembre del 2018).

La masonería llegó al México colonial en la segunda mitad del siglo XVIII de la mano de emigrantes franceses asentados en la capital, quienes serán acusados y condenados por la Inquisición local. De igual modo, aún sin sustento documental, es muy probable que existiesen logias itinerantes en el seno del ejército realista español destacado en la Nueva España. A su vez, es muy posible que en el movimiento criollo primero autonomista y posteriormente independentista, existieran masones, vinculados a la Orden a través de las ideas ilustradas de finales del siglo XVIII. Sin embargo, historiadores masones y no masones de la talla de León Zeldis Mandel y José Antonio Ferrer Benimeli, han apuntado reiteradamente que la masonería latinoamericana ha construido su propia mitología, alejándose de la cientificidad que tal empresa requiere. La confusión entre sociedades patrióticas latinoamericanas y logias masónicas es tentadora, ya que a finales del siglo XVIII y principios del siglo XIX, la estructura operativa de ambas es muy parecida, tal como lo apunta la historiadora Virginia Guedea.

### La Guerra de Independencia

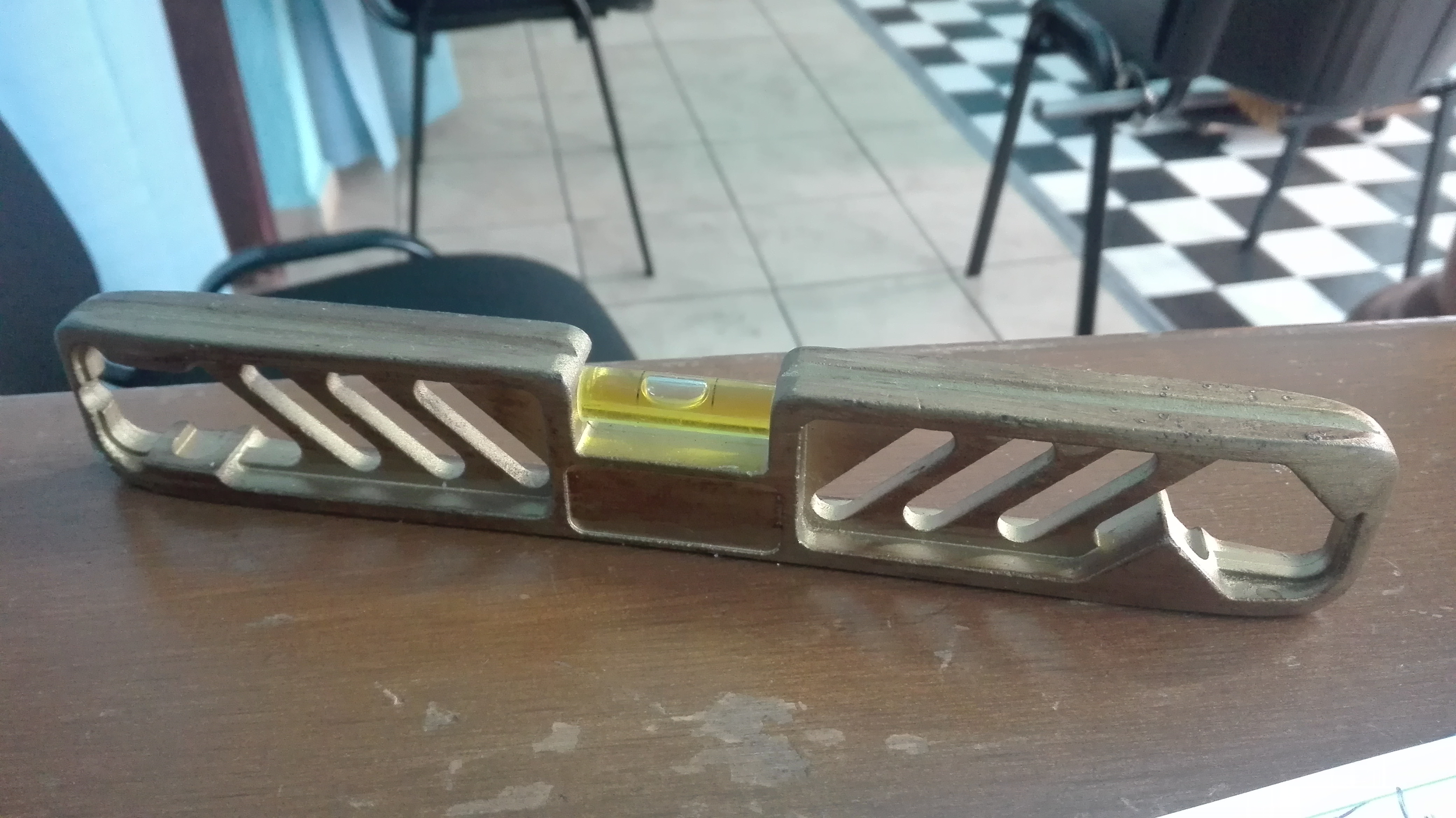
Uso del nivel en la masonería (ejemplo en una logia del Rito Nacional Mexicano en la Ciudad de México en septiembre del 2018).

José María Mateos, prominente político liberal, es quien afirma –sin documentación probatoria alguna– en su obra Historia de la masonería en México desde 1806 hasta 1884, editada en este último año, la pertenencia a la masonería de ilustres autonomistas e independentistas como Miguel Hidalgo, José María Morelos y Pavón e Ignacio Allende. Según Mateos, quienes pronto echarían a andar el movimiento que desembocaría en la independencia de México fueron iniciados en la calle de las Ratas núm. 4 (hoy Bolívar núm. 73), en la logia que allí funcionaba, "Arquitectura Moral". Según Mateos, importantes líderes independentistas como el mencionado Miguel Hidalgo y José María Morelos fueron masones distinguidos. Además menciona que el primer Emperador Mexicano, quien era Agustín de Iturbide, fue asesinado por una logia masónica del rito escocés.
Otros masones distinguidos fueron Vicente Guerrero, así como el fraile regiomontano Servando Teresa de Mier. Teresa de Mier se incorporó al ejército español que combatió la ocupación francesa en la Península ibérica, al tiempo que en el puerto de Cádiz ingresó a la sociedad patriótica latinoamericana Caballeros Racionales. Ambos hechos –su carácter de militar y su participación en la sociedad patriótica– alimentan la hipótesis de su pertenencia a la masonería. En los juicios que la Inquisición emprendió contra los autonomistas e independentistas, el cargo de pertenencia a la masonería era común, ya que garantizaba la imposibilidad de probar la inocencia del acusado, dado el carácter clandestino de la orden. Así, los archivos de la Inquisición no eliminan la incertidumbre sobre el tema.[cita requerida]

### La primera mitad del siglo XIX
A partir de la independencia en el año de 1821, buena parte de los gobernantes de México, hasta 1982, presumiblemente pertenecieron a la masonería. Apenas se produjo la independencia política, las pocas logias existentes salieron a la luz, multiplicándose rápidamente. Con la llegada oficial del agente y ministro plenipotenciario estadounidense Joel R. Poinsett entre 1822 y 1823, la naciente masonería mexicana se divide en dos corrientes políticas nunca definidas del todo. Poinsett promueve la creación de logias del Rito York, proclives a los intereses estadounidenses.

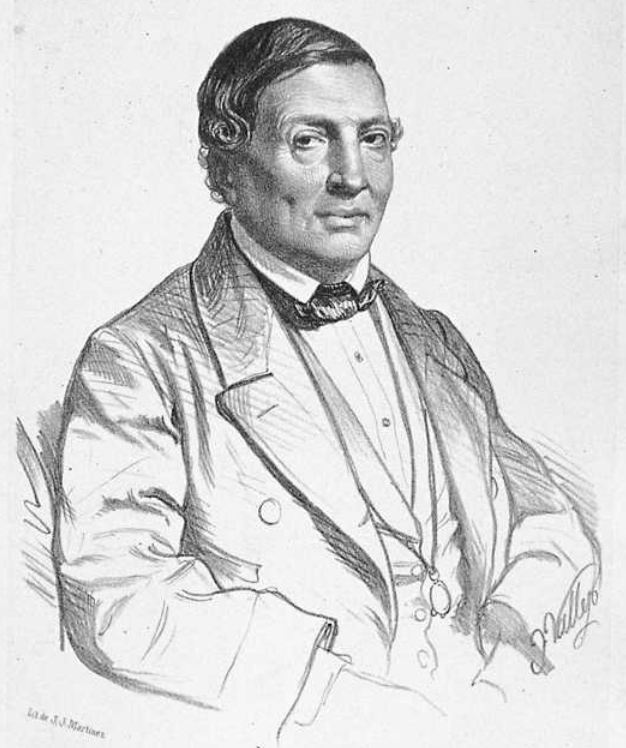
Manuel Codorniu Ferreras (1855), promotor del Rito Escocés Antiguo y Aceptado en México, por José Vallejo (Biblioteca Nacional de España).

Frente a la materialización de la doctrina intervencionista del Destino manifiesto estadounidense, se oponen los masones más cercanos al liberalismo español de Rafael del Riego y de la Revolución de 1820, reunidos en la denominada incipiente Logia Escocesa del entonces joven Rito Escocés Antiguo y Aceptado, encabezada en México por el médico barcelonés del último Capitán General, Manuel Codorniu Ferreras, a través de su periódico El Sol. Codorniu fundaría la Compañía lancasteriana en México, al tiempo que se opondría abiertamente a la monarquía de Iturbide, defendiendo el proyecto republicano y la exclusión de la Iglesia católica de la educación y de todas las esferas de la sociedad civil.
Así, alrededor de las logias yorkinas se reunirán los masones cercanos al liberalismo estadounidense, al tiempo que quienes permanecerán cercanos al liberalismo español, formarán las denominadas logias escocesas. Al poco tiempo, los masones que no veían con total simpatía ninguna de las alternativas existentes, optaron por una tercera vía consistente en la fundación, en el año de 1825, de un rito de corte nacionalista que fue el Rito Nacional Mexicano, cuyos integrantes pretendían la creación de un modelo político y de gobierno propio de México.
Cabe advertir que esta definición político-ritualística ha sido muy poco estudiada. Las últimas investigaciones apuntan a una etiqueta político masónica ambigua, dado que la existencia formal de partidos políticos, así como la propia consolidación de las instituciones masónicas, no se materializarían en México si no hasta avanzado el siglo XIX. De este modo, llevar a cabo la relación entre logias yorkinas y liberales, así como entre logias escocesas y conservadores, es hoy un despropósito y simplificación histórica desmentido por los estudios masónicos mexicanos de las últimas dos décadas.

### El Segundo Imperio Mexicano
Al llegar al país el emperador Maximiliano I de México en 1864, una comisión del Grado 33°, y miembros del Supremo Consejo del Rito Escocés Antiguo y Aceptado se entrevistaron con él, a fin de ofrecerle los títulos de Soberano Gran Comendador del Supremo Consejo y Gran Maestro de la Orden. El monarca acogió benévolamente la comisión, pero declinó los cargos, no obstante lo cual consintió en que se le proclamara Gran Patrono o Protector de la Orden, títulos que de ninguna manera implicaban pertenencia a la masonería. En cambio, nombró a dos caballeros de su corte, poseedores de toda su confianza, para que le representaran en los Altos Cuerpos. Estos caballeros fueron iniciados y elevados al Grado 33° con extrema rapidez por el Supremo Consejo.[cita requerida]
Durante la ocupación militar francesa que sostuvo a Maximiliano I en el trono, arribaron a México diversas logias militares francesas dependientes del Gran Oriente de Francia, mismas que se disolvieron al tornar las tropas a su patria. Es muy probable que estas logias itinerantes trabajasen en el Rito Francés, pero dada su condición de tropas invasoras finalmente derrotadas, no dejaron huella ritualística alguna. En el museo masónico del Gran Oriente de Francia se conserva el estandarte de una de estas logias. El Emperador Maximiliano y los generales Miguel Miramón y Tomás Mejía fueron juzgados por el delito de Traición a la Patria y condenados a morir fusilados, sentencia que se cumplió el 19 de junio de 1867 sin que mediara orden en contra por parte del presidente Benito Juárez, a pesar de las múltiples peticiones de clemencia emitidas por diversas personalidades políticas, intelectuales y artísticas, tanto de Europa como de América.[cita requerida]
La pertenencia a la masonería de Maximiliano I nunca ha sido probada, aunque a partir de la hipótesis de su pertenencia a la orden se desarrolla la curiosa leyenda de Justo Armas. Por el contrario, a pesar del talante profundamente liberal de los gobiernos de Maximiliano, tanto como virrey en el reino Lombardo-Véneto como en su papel de emperador en México, los miembros de la familia Habsburgo en la línea sucesoria de la corona austriaca no podían ser masones de ninguna manera. Esto era así ya que la utilización del distintivo de "emperador" de la corona austriaca requería la expresa aprobación del Papa romano. Maximiliano sólo renunció a la línea sucesoria austriaca en el momento de aceptar la corona de México. Este hecho, de capital importancia política, no niega que los emperadores austriacos de reconocida tradición liberal fuesen protectores discretos de la masonería, sin ser ellos mismos masones. Otro dato importante contradice su pertenencia a la Orden; cuando estuvo preso en la ciudad de Querétaro pendiente del juicio sumario, fue visitado por el general republicano de origen alemán, Carlos von Gagern, quien en repetidas ocasiones se identificó como masón según los usos y costumbres de la Orden. Von Gagern afirma que, a pesar de ello, en ningún momento Maximiliano le dio indicios de pertenecer a la masonería.

### La Gran Dieta Simbólica

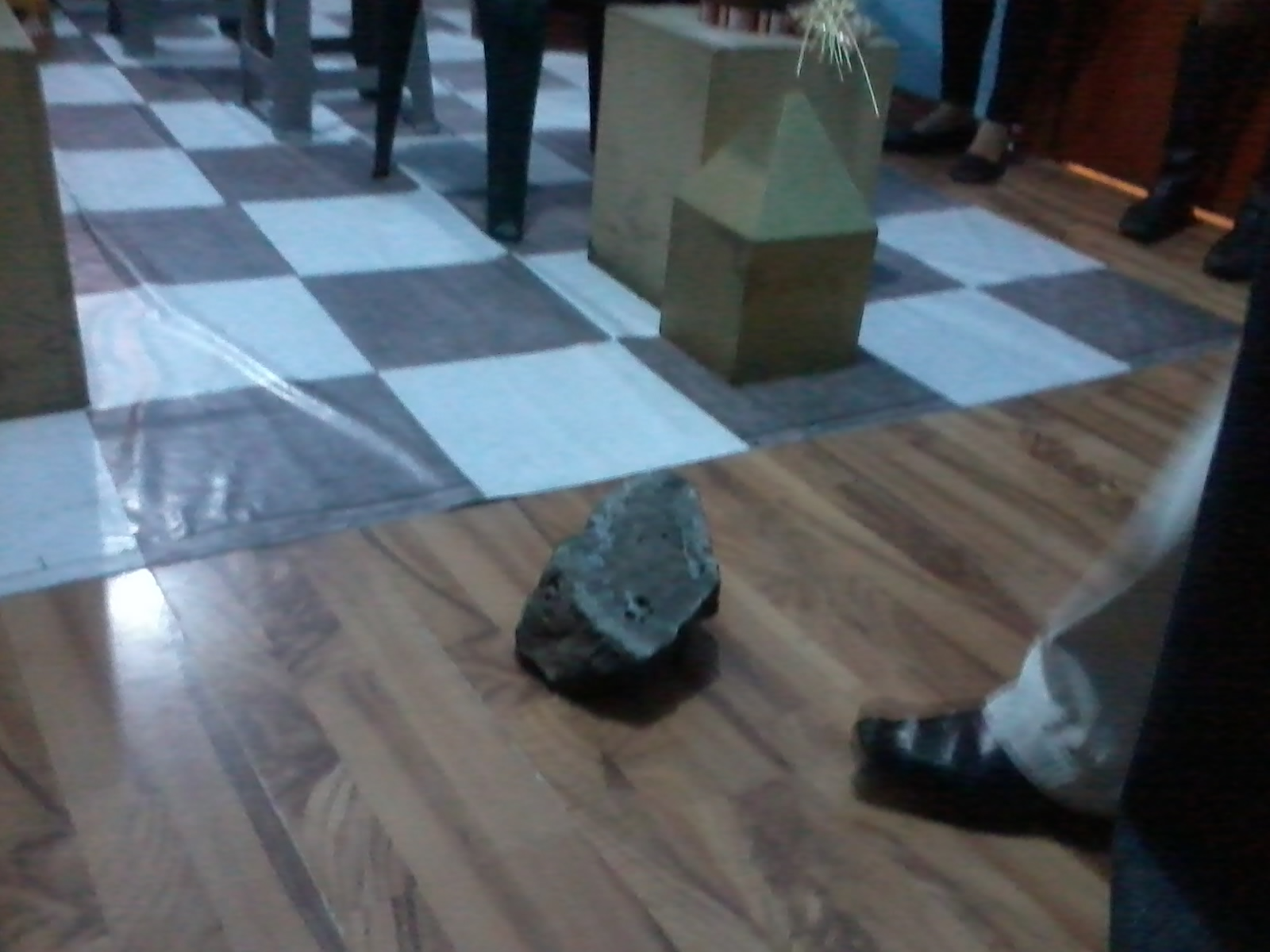
La piedra en bruto durante una ceremonia de aumento de salario (ejemplo en una logia del rito nacional mexicano, en la Ciudad de México, marzo del 2014).

El único momento en que la masonería mexicana estuvo bajo una sola institución fue entre 1890 y 1901, cuando el presidente de la República, Porfirio Díaz, logró unificar las distintas obediencias, en muchos casos por la fuerza. En 1878, el Supremo Consejo del Rito Escocés Antiguo y Aceptado de México había desconocido a la Gran Logia Valle de México, ya que su flamante Gran Maestro era el poeta y político liberal Ignacio Manuel Altamirano, con quien Díaz tenía serias diferencias. Altamirano formó entonces el Supremo Gran Oriente de los Estados Unidos Mexicanos, separando los tres primeros grados simbólicos de los 30 grados siguientes.
Obligado por la regularidad dictada por la Gran Logia Unida de Inglaterra, para 1883 el Supremo Consejo de México había reconocido ya entre sus propias filas la separación de los grados simbólicos de los filosóficos, creando la Gran Logia del Distrito Federal para los grados simbólicos, y encabezada por el propio Porfirio Díaz. De cualquier manera, con ello se preparaba el terreno para una futura fusión. Tras regresar Altamirano de la misión diplomática en Madrid en 1889, Díaz ve la necesidad de unificar y reconciliar el pensamiento liberal. Por indicaciones de Porfirio Díaz, se acuerda la fusión de los dos cuerpos más autorizados e importantes de la República Mexicana. Así, en 1890, es convocado por primera vez el que será el organismo que administre tanto los grados simbólicos como los superiores o filosóficos de todos los ritos, la Gran Dieta Simbólica, siendo proclamados Gran Maestro y Gran Secretario respectivamente, el mismo Porfirio Díaz y Ermilo G. Cantón. De este modo, el jefe de Estado lograba por primera y única vez la unificación absoluta de la masonería mexicana bajo su mando.
Dada la variedad ritualística y política de la masonería mexicana de aquellos años, en los hechos, la administración única para toda la masonería mexicana sólo puede mantenerse por medio de la coacción del Estado. De este modo, para 1901 la Gran Dieta Simbólica se autodisuelve.
Muchas logias, cuerpos y obediencias se crearon a lo largo del siglo XIX. De igual modo, se introdujeron diversos ritos en la República Mexicana, como el del Temple, el de San Juan y el Reformado. No todos han sobrevivido hasta el día de hoy. Actualmente es abrumadoramente mayoritario el Rito Escocés Antiguo y Aceptado, pero son también numerosos el Rito York y el Rito Nacional Mexicano. A principios del siglo XXI, han encontrado cobijo otros ritos más comunes en otras latitudes.
Como un grupo paramasónico, originalmente destinado exclusivamente a los miembros del grado 33º del Rito Escocés Antiguo y Aceptado (hoy acepta masones con el 3º grado de este rito, así como del Rito York) hallamos la La Antigua Orden Árabe de los Nobles del Relicario Místico, comúnmente conocida como Shriners y abreviada en inglés como A.A.O.N.M.S. Se estableció en 1870 como un cuerpo dependiente de la francmasonería. La organización es mejor conocida por sus Hospitales Shriners para niños que administra y por el fez rojo que sus miembros usan. La historia comienza en 1907, cuando un grupo de Shriners establecidos en la Ciudad de México recibió la carta patente de la AAOMS para trabajar en el territorio de la República Mexicana. El primer Shriner mexicano registrado fue José de la Cruz Porfirio Díaz Mori, ya para entonces presidente de México.

## Los principales ritos

### El Rito Escocés Antiguo y Aceptado
El Rito Escocés Antiguo y Aceptado es hoy en día el rito masónico más numeroso en México. En sus tres primeros grados simbólicos (véase logia azul), se introduce en el periodo colonial quizás por emigrantes franceses, por miembros de la corte virreinal y el ejército realista, o bien ambas cosas al mismo tiempo. De cualquier modo, no está claro si los emigrantes franceses trabajaban mayoritariamente en el Rito Francés, aunque su pertenencia a la corte virreinal apunta a que posiblemente lo hicieran en el antecedente directo de lo que es hoy el Rito Escocés Antiguo y Aceptado. Lo que sí consta en los archivos de la Inquisición es que fueron detenidos en la fiesta de san Juan Bautista en 1791, y posteriormente condenados.[cita requerida]
Cuando se declaró la independencia el 21 de septiembre de 1821, salieron a la luz prominentes masones peninsulares, como el último Capitán General, Juan O'Donojú, y su médico personal, Manuel Codorniu Ferreras. Ambos compartían las ideas liberales del levantamiento militar sevillano de 1820, liderado por Rafael Riego. De este modo, Codorniu sería uno de los promotores de la aplicación al naciente Estado mexicano, de los principios de la Constitución de Cádiz de 1812, sugiriendo infructuosamente la separación de la Iglesia de los asuntos del Estado.[cita requerida]
El Supremo Consejo del Grado 33 del Rito Escocés Antiguo y Aceptado de los Estados Unidos Mexicanos, el órgano que administra los grados superiores del Rito Escocés Antiguo y Aceptado (del 4º al 33º), se creó en 1860, bajo patente del Supremo Consejo para los Estados Unidos de Norteamérica, con sede en Charleston, por Charles Laffon De Ladebat (quien en dichas fechas fungía como Gran Maestro de Ceremonias del Supremo Consejo Madre de Charleston). El 21 de diciembre (fecha y datos que constan en la Carta Patente, así como en el libro de oro original), se fundó el Supremo Consejo de México, en la ciudad de Veracruz, y quedó como primer Soberano Gran Comendador Charles Laffon de Ladebat, quien, con su propia letra, escribió en el libro de oro del Supremo Consejo (se transcribe literal renglón a renglón, corrigiendo ortografía), lo siguiente:

Yo, el abajo firmante, Charles Laffon de Ladebat, ciudadano francés, domiciliado en Nueva Orleans, Estados Unidos de América, Sob. Gran Inspector General 33° y último grado del Rito Antiguo Aceptado Escocés, miembro activo del Supremo Consejo para la jurisdicción meridional de los Estados Unidos de América, residente en Charleston, Carolina del Sur, declaro y certifico que, conforme al artículo segundo de las Constituciones de 1786, hoy viernes octavo día de Tebet A .·. M .·. 5621 - 21 de diciembre de 1860, E .·. V .·., a las once de la mañana, he elevado al 33° Grado del Rito Antiguo Aceptado Escocés, al Il .·. H .·. Esteban Zenteno, Sub .·. Pr .·. del R .·. S .·., 32°, y le he proclamado Poderoso Soberano Teniente Gran Comendador del Supremo Consejo, que tengo misión de fundar en la República Mexicana, habiendo dicho Il.·. H .·. prestado antes y firmado antes en un libro ad hoc el juramento siguiente: (Se omite transcripción de juramento.)

Certifico, en fin, que, después de cumplir con todas las formalidades prescritas por las citadas Constituciones de 1786, he proclamado que el Supremo Consejo de la República Mexicana está regular y legalmente constituido, conforme a las dichas Constituciones de 1786, únicas que autorizan la creación de los Supremos Consejos del 33° y último grado del Rito Antiguo Aceptado Escocés. Enseguida, se levantó la sesión, conviniendo los miembros en reunirse de nuevo a las dos de la tarde, para proceder a otros trabajos. En fe de lo cual he puesto mi nombre y mi sello al pie de esta declaración como Muy Poderoso Soberano Gran Comendador del Supremo Consejo de la República Mexicana en el día, mes y año del encabezamiento, y certifico que son verdaderas las firmas puestas debajo de los Il.·.Hh.·. Esteban Zenteno y Nicolás Pizarro."[cita requerida]

En 1872, el Soberano Gran Comendador del Supremo Consejo de Charleston, Albert Pike 33°, otorga reconocimiento al Supremo Consejo de la República Mexicana.
En septiembre de 1875, se lleva a cabo el Gran Convento Mundial, en el cual se emite la Constitución hoy conocida como de Lausana (Lausanne), Suiza, misma que en su Artículo XX establece ratificar la Constitución del 1 de mayo de 1786 con las modificaciones y el tejador (tuileur) adoptados por el Convento Universal signado en Lausana. Tiene gran relevancia este Convento, puesto que la reglamentación que se sigue desde ese entonces es la que debe practicarse, ya que cuando este Convento se aprobó en 1875, ya se había fundado el Supremo Consejo de la República Mexicana. Entre otros, debe contemplarse el Artículo V, que dice: "Ninguno de los Supremos Consejos confederados creará ni permitirá que ninguno de sus Soberanos Grandes Inspectores Generales cree un Nuevo Supremo Consejo en país alguno, cualquiera que fuese, sin haber previamente consultado a todos los miembros de la Confederación y sin haber obtenido el asentimiento de la mayoría." Cabe mencionar que en México, solamente al día de hoy, está reconocido un solo Supremo Consejo, mismo que se fundó en 1860 y que se ratificó en 1868 y que, por error, se le conoce como Puente de Alvarado.[cita requerida]
De igual manera, hay una confusión sobre esta fundación, ya que por un error de comunicación se fundó un segundo Supremo Consejo en 1865 en la Ciudad de México por parte de James C. Lohse, quedando en esta fundación como primer Soberano Gran Comendador el mismo James C. Lohse, y que el 28 de abril de 1868, en un gesto de completa fraternidad tanto Esteban Zenteno (Soberano Gran Comendador del fundado en 1860) como James C. Lohse (Soberano Gran Comendador del fundado en 1865) unieron ambos Supremos Consejos, y quedó la masonería filosófica mexicana oficialmente asentada en el país.[cita requerida]
Dado que el Supremo Consejo del rito apoyó mayoritariamente al gobierno republicano de Benito Juárez frente a la intervención militar francesa (1862-1867) y la monarquía de Maximiliano I (1864-1867), el 20 de diciembre de 1865, Manuel R. de Cunha Reis, en la capital ocupada por tropas francesas, constituyó por su cuenta un Supremo Consejo. Mediante decreto, declaró a este Supremo Consejo autoridad única y soberana para toda la nación, sujetando a toda obediencia a su jurisdicción. Entre otras medidas, declaró al Rito Nacional Mexicano ilegítimo e irregular, y anuló así la calidad masónica de buena parte de los masones republicanos.

### Rito Nacional Mexicano

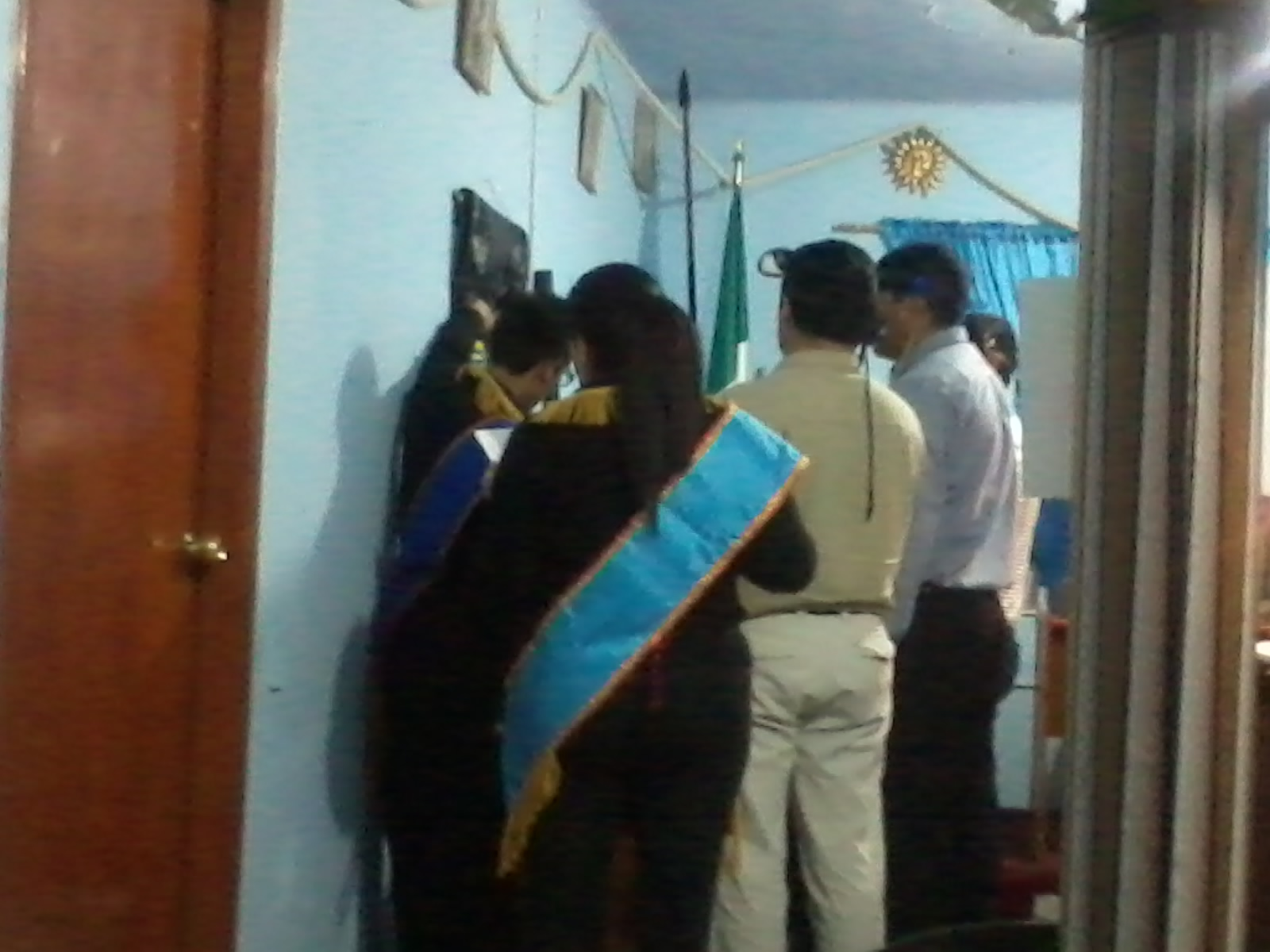
Escena de una ceremonia de aumento de salario en una logia del Rito Nacional Mexicano (Ciudad de México, 30 de marzo del 2014).

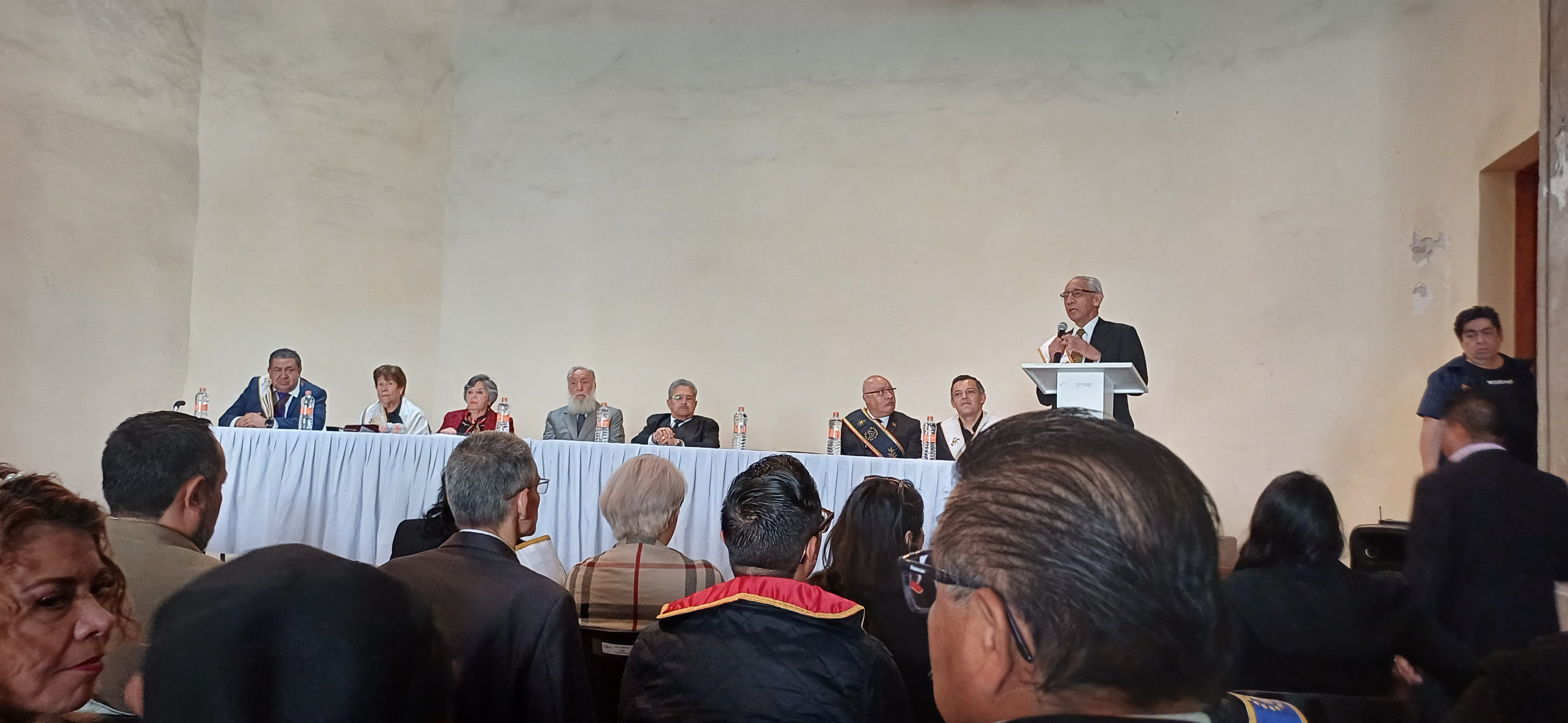
El primero de los eventos para celebrar los 200 años de la fundación del Rito Nacional Mexicano (Archivo General de Notarías de la Ciudad de México, Ciudad de México, 18 de enero del 2025.)

Recién estrenada la independencia de México, la división entre los denominados yorkinos y escoceses se trasladó a la política. Los enfrentamientos se hicieron cada vez más duros, y llegaron a sucederse varios levantamientos militares. En ese contexto, se constituyó el Rito Nacional Mexicano bajo el Supremo Gran Oriente del Rito Nacional Mexicano el 22 de agosto de 1825, con la finalidad expresa de unificar a los masones mexicanos y evitar al mismo tiempo la intervención extranjera en la orden y en la política mexicana; el 26 de marzo de 1826 se fundó la Gran Logia Nacional Mexicana "La Luz" (hasta esta fecha conocida como Gran Logia Nacional Mexicana "La Luz", con funciones en la sociedad también como A.C.), con la conformación de sus primeras cinco logias simbólicas. Sin embargo, los enfrentamientos no cesaron, por lo que el presidente Nicolás Bravo, masón escocés, prohibió por un breve periodo las sociedades secretas, prohibición destinada a las logias yorkinas y del Rito Nacional Mexicano, todas ellas más liberales; pero, debido a un rápido movimiento del Gran Maestro del Rito Yorkino, Lorenzo de Zavala, las logias yorkinas abatieron columnas (se disolvieron) y denunciaron a las escocesas, obligando de esta manera al gobierno a disolverlas; el Rito Nacional Mexicano escapó a esta persecución, y siguió trabajando en secreto.[cita requerida]
Para 1865, el Rito Nacional Mexicano dejó de trabajar "A la Gloria del Gran Arquitecto del Universo", y comenzó a dedicar sus trabajos "Al triunfo de la verdad y al progreso del género humano". De igual modo, comenzó a usar un ejemplar de la Constitución Política de los Estados Unidos Mexicanos, en lugar de la Biblia, y constaba ya de los actuales nueve grados, incluyendo los tres primeros grados simbólicos.[cita requerida]
Dos de los miembros destacados de este rito fueron:
- Benito Juárez García, político liberal que llegaría a ser presidente de México por el largo periodo que va desde 1858 hasta su muerte, en 1872. No está claro el origen de su iniciación; Martínez Zaldúa sostiene que fue iniciado en el rito de York, en la logia "Espejo de las Virtudes", entre 1833 y 1834, en la ciudad de Oaxaca. Por el contrario, Tenorio D'Alburquerque afirma que se inició el 15 de enero de 1847, en la logia del Rito Nacional Mexicano "Independencia" Núm. 2, en la Ciudad de México, días antes de partir a la ciudad de Oaxaca, donde tomaría posesión de la gubernatura del estado del mismo nombre. Lo cierto es que alcanzaría el más alto grado en el Rito Nacional Mexicano.[cita requerida]
- Ignacio Ramírez Calzada, intelectual y político liberal que ocupó diversos cargos en el gobierno mexicano, desde los años de la presidencia de Benito Juárez hasta los del periodo de Porfirio Díaz.[cita requerida]

Se compone de nueve grados: aprendiz, compañero, maestro, maestro aprobado, caballero del secreto, caballero del águila mexicana, perfecto artífice, gran juez y gran inspector general.
En el 2025 se llevarán a cabo múltiples eventos para conmemorar el bicentenario de la fundación del rito.[cita requerida]

### El Rito York
En 1822, Joel Roberts Poinsett, quien fue el creador de la logia yorkina en México (también, rito yorkino o rito de York), la cual dio origen eventualmente al partido liberal Mexicano, intenta persuadir al Emperador Iturbide en adoptar un modelo republicano como el de los Estados Unidos. Poinsett, quien sirvió como representante no oficial de Washington, fue principalmente enviado para expandir la frontera sur de su país mediante la adquisición de las extensas provincias del norte del nuevo imperio[cita requerida]. Al fracasar en su entrevista con el entonces emperador Mexicano vuelve a su país. Sin embargo, años más tarde y para su muy grata sorpresa, mexicanos retoman esta logia, la cual favoreció enormemente a los intereses imperialistas estadounidenses en las décadas posteriores del siglo XIX.[cita requerida]
A comienzos del siglo XX, la Gran Logia Valle de México -también llamada entonces "Grand Lodge Valle de México", y existente desde la segunda mitad del siglo XIX-, incluía un gran número de logias en las que se trabajaba en lengua inglesa en el denominado Rito Americano, una de las versiones estadounidenses del Rito York.[cita requerida]
El 4 de marzo de 1910, en la Gran Asamblea anual de la Gran Logia, la mayoría de las logia hispanohablantes que trabajaban en el Rito Escocés Antiguo y Aceptado, se retiraron de la Asamblea. Estos disidentes se reagruparon y siguieron actuando bajo el nuevo nombre de Gran Logia Valle de México (en español), el germen de la obediencia que hoy lleva ese nombre. Al año siguiente, las 27 logias que permanecieron al interior de la Gran Logia Valle de México original (16 de habla inglesa, 10 hispanohablantes y una de lengua alemana), cambiaron su nombre a "M.W. York Grand Lodge of Mexico, F.& A.M.", o más comúnmente York Grand Lodge of Mexico. Debido a la preeminencia del idioma inglés, poco a poco la York Grand Lodge of Mexico fue disminuyendo el número de sus afiliados, siendo trágicamente afectada tras la nacionalización de la industria petrolera de 1939, ya que la mayoría de sus miembros trabajaban para las empresas extractoras británicas y estadounidenses.[cita requerida]
De cualquier manera, desde 1911, a pesar de ser una obediencia cuyo idioma oficial es el inglés, de trabajar exclusivamente en el Rito de York y contar en la actualidad oficialmente sólo con trece logias en toda la República, es la única que ha conservado la regularidad administrativa frente a la Gran Logia Unida de Inglaterra de manera ininterrumpida. Por ello, la York Grand Lodge of Mexico, no reconoce en el país a obediencia masónica alguna. Si bien la mayoría de las grandes logias de Estado han alcanzado la regularidad a través de su reconocimiento por la Conferencia de Grandes Maestros Masones de Norteamérica, la York Grand Lodge sigue siendo la única en toda la República reconocida por la Gran Logia Unida de Inglaterra.[cita requerida]
Ya en el siglo XXI, en el 2006, se lleva a cabo la 144° Gran Comunicación Anual, con presencia de representantes de las grandes logias de Arizona, California, Texas y Oklahoma. Por diferencias interpretativas en la jurisprudencia masónica interna de la York Grand Lodge of Mexico, tres semanas después, tres logias regulares abandonan la jurisdicción de la York Grand Lodge of Mexico. A partir de entonces, la York Grand Lodge of Mexico declara espuria a esta nueva obediencia nacida de su seno, siendo esto una contradicción.[cita requerida]
Para 2015, existen ya tres grupos regulares, uno de ellos perteneciente a la Gran Logia de York de México, un segundo conformado por los estados de Baja California, Chihuahua, Veracruz, Querétaro, Oaxaca, Puebla, Tlaxcala y la CDMX, y un último encabezado por el estado de Michoacán.[cita requerida]
Para 2020, existen dos Grandes Logias reconocidas por la Gran Logia Unida de Inglaterra una de ellas es la Gran Logia de York de México, y la otra es la Gran Logia Unida Mexicana de Veracruz.[cita requerida]

## Otros ritos en la masonería mexicana contemporánea
Además de los tres ritos más numerosos -Rito Escocés Antiguo y Aceptado, Rito de York y Rito Nacional Mexicano-, hoy conviven en el país varios ritos importantes:[cita requerida]

### Rito Hermético Tradición Atlante Tolteca
La Masonería Hermética es una asociación universal, filantrópica, filosófica, progresiva, fraternal y eminentemente discreta. Procura inculcar a sus adeptos el amor a la verdad y el estudio de las ciencias y las artes, y en ella caben los principios y creencias de todos los hombres y mujeres amantes de la humanidad y del progreso, dotados de rectitud, criterio y buena voluntad.[cita requerida]
Procura mejorar la condición social y cultural de sus miembros por todos los medios lícitos y especialmente por la instrucción, la meditación y el trabajo. Tiene por divisa el lema: "Libertad, Igualdad y Fraternidad". Su fin ulterior o mediato consiste en el perfeccionamiento de la humanidad.[cita requerida]
En su modalidad, forma y organización de Rito Hermético Tradición Atlante Tolteca, incluye a la mujer entre sus talleres y logias, constituye una escuela y laboratorio de experimentación de filosofía oculta y ciencias herméticas, que emplea el símbolo como medio para transmitir sus tradicionales enseñanzas; que tienen como finalidad, la autoevolución de los seres humanos hacia la perfección. Sus metas: enseñar al ignorante, abatir los vicios y superarse por el conocimiento del hombre, de los fenómenos de la naturaleza y la comprensión de la divinidad.[cita requerida]

#### Historia
El día 2 de septiembre de 1960, por acuerdo de Tercera Cámara en la Respetable Logia Simbólica "Caballeros Águilas" de la obediencia del Valle de Anáhuac, Rito Escocés Antiguo y Aceptado, se nombró una comisión de investigación bibliográfica, científica, esotérica y filosófica, presidida por Ambrosio González Buhr, en aquella fecha Soberano Gran Inspector General del 33 y último grado del Rito Escocés, Primer Príncipe del Valle del Anáhuac, al servicio del Tres Veces Ilustre y Poderoso Gran Comendador, Luis de Beistigue y Septiem.[cita requerida]
Se creó una comisión encargada de localizar y reconstruir el Rito Hermético, al que hace referencia el Diccionario enciclopédico de la masonería, de Lorenzo Frau Abrines, y con la finalidad de adoptarlo y practicarlo en los Estados Unidos Mexicanos.[cita requerida]
La comisión estuvo integrada por: Fernando Lima Parra, Juan Gómez Acevez y Jaime Ortegón Echeverría, agregando, en calidad de asesor técnico, a "RADAID", un miembro de la masonería procedente de la India.[cita requerida]
Los primeros resultados se dieron a conocer y se aprobaron en el Gran Convento Ritual celebrado en el Templo Chino, el día 2 de septiembre de 1963.[cita requerida]
El Rito Tradicional Hermético empezó a practicarse en la Ciudad de México, con la antigua denominación de Ciudad de Tenochtitlan, en sus nueve grados, a los que se limitó en el principio en la ciudad de Aviñón, Francia, en 1770; los tres primeros grados simbólicos aceptados internacionalmente y los seis filosóficos y administrativos que lo complementan.[cita requerida]
Para obtener forma de Cuerpo Superior Masónico, se creó el Gran Oriente del Anáhuac, con su respectivo Supremo Consejo de los grados filosóficos, designando a su soberano Gran Comendador de la Orden-Gran Maestre, conviniendo previamente sus Principios Inviolables y Normas Fundamentales.[cita requerida]

#### Primeros reconocimientos de ejercicio y existencia
Con fecha 2 de septiembre de 1962, el Soberano Consistorio de la Benemérita Orden Arquitectónica de la Fraternidad Gran Real Arco, familia Indo-Americana, reconoció y proclamó, en las Américas, la existencia del Rito Hermético Tradición Atlante Tolteca.[cita requerida]
La Gran Logia Valle de México, del Rito Escocés Antiguo y Aceptado, en la Ciudad de México, en Plancha número 111 de fecha 14 de julio de 1969, tomó conocimiento de la existencia y funcionamiento del Rito Tradicional Hermético y ofreció la oportunidad de unificar ambas familias masónicas en un solo haz de voluntades; firmó Alfonso Sierra Partida.[cita requerida]
Durante la etapa de organización, Ambrosio González Buhr adoptó el nombre simbólico de "Armando de Montserrat" y recibió, en plenitud, la consagración y poderes de manos de la Princesa Imperial de la Orden Hermética, con residencia en Nueva Delhi Amrita de Udayesvara, poderes que son internacionalmente reconocidos por una Misión Japonesa Hermetista denominada Orden de la Estrella de Esmeralda.[cita requerida]
Se agregaron a esta fundamental organización inicial: Antonio Carbajal Ontiveros y Rosa Maria de Lasse, quienes tomaron el juramento sodalico a "Armando de Montserrat".[cita requerida]
En febrero de 1972, Príncipes Emisarios del Gran Oriente dieron a conocer el Rito Hermético Tradición Atlante Tolteca, en la ciudad de Monterrey, estado de Nuevo León, dentro de los templos y talleres de la Gran Logia de Estado. Correspondió a "Alfotas" llevar el mensaje de difusión a la ciudad y puerto de Veracruz, a "Vasconcelos", en Ciudad Obregón, Sonora; en Guadalajara, Jalisco, "Villarrauz" fue designado Príncipe Gran Maestre para el estado de Jalisco, Alirio José Rojas fue nombrado Príncipe Gran Maestre para el puerto de Acapulco, Guerrero, Andrés Orduña Campos, Príncipe Gran Maestre en Cuautla de Morelos, María Eugenia Herrera Puente, de manera pro témpore se designa Venerable Maestra Organizadora-Fundadora en la ciudad de San Cristóbal de las Casas, Chiapas, "Minerva" es nombrada Venerable Maestra en la ciudad de Pachuca, Hidalgo, Ramón Cibrian, Príncipe Gran Maestre en Chicago, Estados Unidos, Patrick Duchemin, es nombrado Gran Comisionado en la ciudad de París, Francia.[cita requerida]
A doscientos años de distancia de la etapa de Aviñón, antigua ciudad Imperial Francesa, rodeada de murallas, el Rito Hermético, en su aspecto Tradición Atlante Tolteca, es poseedor de los secretos del arte sacerdotal, la cábala, la astrología, el ocultismo y las ramas de las primitivas ciencias de la antigüedad denominadas masonería hermética, declarando su asiento y sede capital de los poderes rituales y administrativos la Ciudad de México.[cita requerida]

### Rito Francés o Rito Moderno
El 24 de abril de 2000 la logia Género Humano se afilió al Gran Oriente Latinoamericano (GOLA), obediencia mixta, laica y liberal que practica el Rito Francés o Rito Moderno. A partir de octubre de 2008, abandona dicha obediencia para afiliarse a partir del año 2010 a la Grande Loge Nationale du Canada miembro de CLIPSAS. Actualmente trabaja en el Rito Francés Moderno.[cita requerida]
Existen cuatro logias en la Ciudad de México que trabajan este rito: la Respetable Logia "Équitas" No. 6, para los grados simbólicos. Las otras dos logias son "Lafayette" Nº 10 (desde el año 2009) y "Vía Hermética" Nº 15, ambas logias mixtas afiliadas al Grande Oriente Ibérico, miembro de CLIPSAS. Además, existe la única logia exclusivamente masculina, "Libertad Amada" Núm. 6, de la Gran Logia de la Ciudad de México.
En Oaxaca de Juárez, trabaja la Respetable Logia "Maximilien de Robespierre" No. 11, y en Orizaba, Veracruz, la Respetable Logia "Jano" No. 12, jurisdiccionadas a la Gran Logia Mixta de los Andes Ecuatoriales, miembro de la Unión Masónica Universal del Rito Moderno (UMURM). También trabaja bajo la misma jurisdicción la Respetable logia Simbólica “Jeanne D’Arc No.18” en la ciudad de León Guanajuato.[cita requerida]
En la región occidente trabajó una logia llamada “Constituyentes” en el estado de Michoacán, y se sabe que abatieron columnas y no se tienen más datos sobre ellos. Actualmente el Rito Francés en la zona occidente es representada por el estado de Colima desde el 2021 por la Respetable Logia “Khárôn”, jurisdiccionada al Grande Oriente de México (GODM)hasta el 2024. Posteriormente se incorpora como fundadora y responsable del rito de la Gran Logia de Mexico (GLM) [cita requerida]

### Gran Rito Escocés Primitivo
La Orden Real de Heredom de Kilwinning (1140 d. C.) practica lo que se denomina Early Grand Scottish Rite o Gran Rito Escocés Primitivo. Esta es una francmasonería operativa, a diferencia de las masonerías especulativas. Su historia data al menos del año 1140. Este sistema de siete grados no debe confundirse con el Rito de Perfección (incorrectamente llamado de Heredom) u otros similares con existencia en Estados Unidos. Y menos aún con la Logia Heredom italiana, que practica el rito emulación. La Orden Real de Heredom de Kilwinning en México es la primera masonería en el país totalmente cristiana y la única operativa en su tipo en el país. Se instaló en enero de 2005. No obstante y posterior a la acción inconsulta, se continuó la herencia tradicional al interior del Capítulo Soberano para México y el Caribe de la Logia Madre Metropolitana, "San Juan Evangelista" Nº 1, directamente vinculada a la Orden Real de Heredom de Kilwinning, de la Argentina. Su documento fundador, Vetera Instituta et Fundamenta Ordinis, es extenso en cuanto a sus propósitos y principios, en donde se resalta, entre otros, la importancia de sus cuatro pilares: hermetismo, pitagorismo, salomónica y templarismo (esto último implica, evidentemente, su esoterismo cristiano). Conlleva entonces una clara distinción entre la vía esotérica y la vía religiosa, como numerosos autores lo han sustentado a lo largo de su obra (René Guénon, Ananda Kentish Coomaraswamy). Evidentemente sostiene que toda organización francmasónica se deslinda de cualquier parecido con las asociaciones fideístas. Existe una breve historia sobre la francmasonería operativa y templaria en México.[cita requerida]

### Rito Escocés Rectificado
La masonería tradicional del Rito Escocés Rectificado, añejo rito europeo de ocho grados, cristiano y trinitario de 1774, llegó a México en diciembre de 2007 con una patente del Gran Priorato de Hispania para formar la Justa y Perfecta Logia Santo Grial núm. 116, y abandonó dicha obediencia en septiembre del 2011. En mayo del 2012, ingresó al Gran Priorato de las Galias, obediencia francesa de la que se desprendió en el año 2022 para afiliarse al autodenominado Gran Priorato Rectificado de Hispania, obediencia a la que pertenece actualmente.

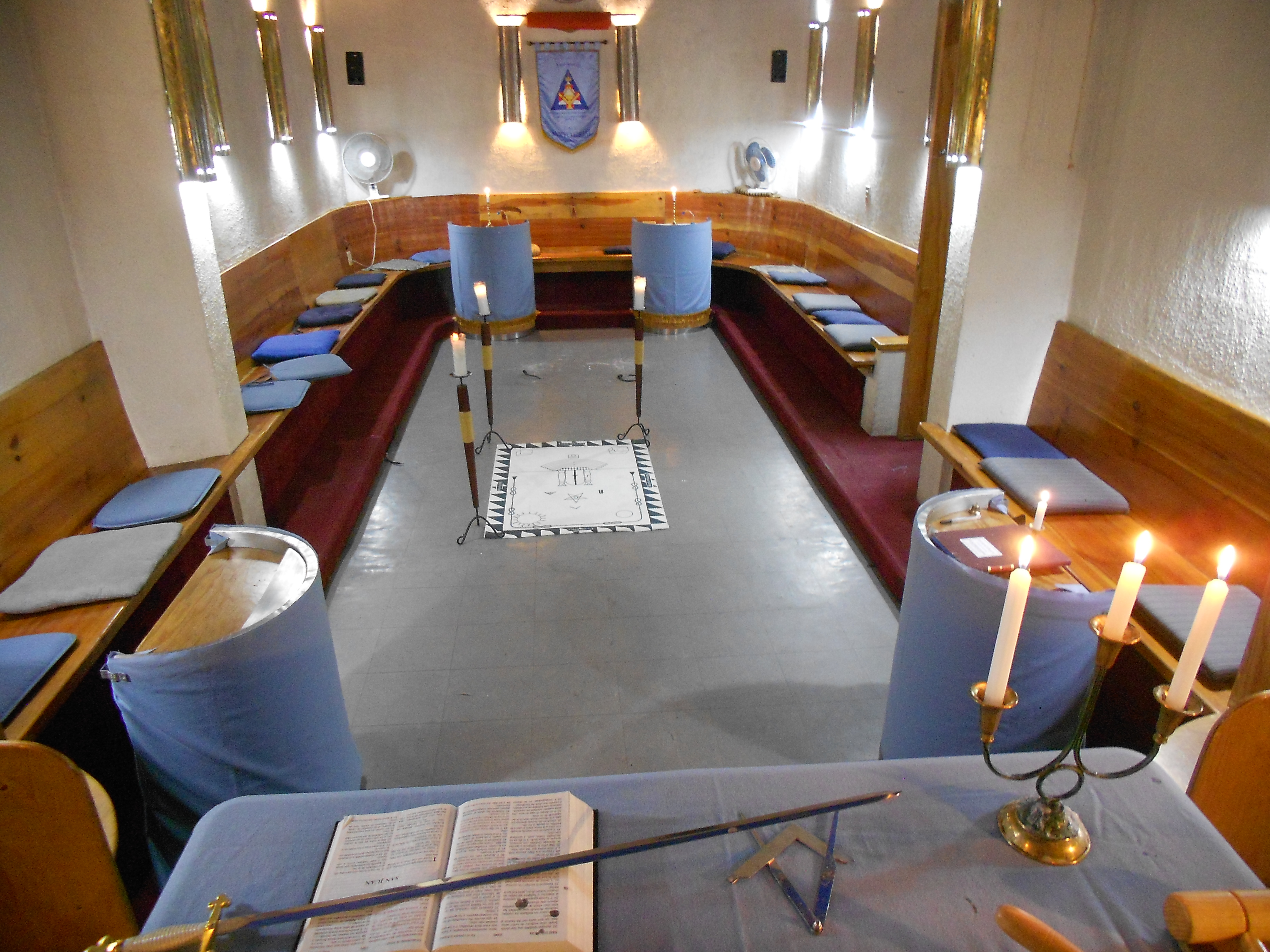
Templo del Rito Escocés Rectificado en la Ciudad de México

Posteriormente, el año 2013 vería nacer dos logias de distinto significado. Surgiría el Triángulo Masónico "Caballeros de la Luz" Nº 13, obediente en su nacimiento al Gran Priorato Rectificado de Hispania (GPRDH); este Triángulo se constituye como Logia de San Juan el 5 de octubre de 2019, en la Ciudad de Madrid, teniendo como testigos al Gran Maestro de la Gran Logia Soberana de Portugal, el Gran Prior del Gran Priorato Rectificado de Italia y el Gran Visitador del Directorio Nacional Rectificado de Francia – Gran Directorio de las Galias (DNRF/GDDG). Sin embargo por diferencias de carácter doctrinal e interpretación del Código de 1778, esta Logia de San Juan abandona dicha obediencia para constituirse como Logia de San Juan el 24 de junio de 2023; con el nombre de Caballeros del Fénix #15, bajo el auspicio del Priorato Provincial de Bolivia del Gran Priorato de Hispania (GPDH).[cita requerida]
Para ese mismo año de 2013 nace la primera logia de este rito bajo el sistema de Grandes Logias, es decir, con trabajos exclusivamente en los tres primeros grados, descartando el cuarto grado masónico para los denominados "Altos grados". Se trató de “Et Gloria in Perpetum” Nº7, de la Gran Logia de la Ciudad de México.
Así, en México, el Rito Escocés Rectificado trabaja de forma exclusiva bajo el sistema de Régimen, omitiendo el denominado inglés de las Grandes Logias. Sus Rituales y su Código originales, derivados de la Estricta Observancia Templaria del barón von Hund, no se han modificado desde su fundación, sea cualquiera el idioma, tiempo o lugar donde se trabaje. Esta masonería halla sus fuentes doctrinales en Martínez de Pasqually, en el simbolismo templario, así como en la Biblia cristiana y los Padres de la Iglesia, alejándose así de las metodologías del conocimiento sagrado de otras religiones no occidentales, tan comunes en la gran mayoría de los ritos masónicos contemporáneos. A diferencia de otros movimientos y masonerías neotemplarias, el rito escocés rectificado no se reconoce como heredero histórico material del templarismo, que muere en 1314, pero sí hace suyo, especialmente en sus altos grados, el simbolismo caballeresco que de él se deriva, así como la numerología cristiana, presente en Martínez de Pasqually.

### Rito de Emulación
El Rito de Emulación es un ceremonial masónico utilizado dentro de la masonería inglesa para la práctica de los grados simbólicos o craft. Se compone de los tres primeros grados, a saber: aprendiz, compañero y maestro masón. Este ritual es famoso por ser curado por la Emulation Lodge of Improvement, una logia masónica inglesa encargada de la vigilancia y actualización del ritual. Se destaca por ser el ritual utilizado mayoritariamente dentro de la jurisdicción de la Gran Logia Unida de Inglaterra.
En el 2011, se crea, al interior de la Gran Logia de la Ciudad de México, la logia "Juan O'Donojú" Nº 5, que trabaja el rito mayoritario de la Gran Logia Unida de Inglaterra, el Rito de Emulación. Se trata de una logia de investigación, cuya finalidad es editar anualmente la revista de estudios masónicos El Sol, nombre inspirado en la revista editada en 1822 por el médico y masón Manuel Cordoniu. Como logia de investigación que es, sus trabajos son sólo en primer grado, y sólo a maestros masones se les permite afiliarse.[cita requerida]
En el 2012 la Respetable Logia Simbólica «Pleno Día» Núm. 3, perteneciente a la Gran Logia Unida Mexicana y de Libres y Aceptados Masones del Gran Oriente de Veracruz, A. C., inicia sus trabajos multi-rituales e incluye al Ritual de Emulación dentro de su calendario anual por primera vez, convirtiéndose en la única logia regular en el estado de Veracruz en practicar este sistema ritualístico inglés.

### Rito Zinnendorf
El Rito Zinnendorf es el rito oficial de la Gran Logia Nacional de los Francmasones de Alemania de la Gran Logia de Austria. Se trata de un rito cristiano, emparentado con el Rito Sueco y el Rito Escocés Rectificado. En México, inició trabajos en 2016 -dentro de la Gran Logia de la Ciudad de México- la logia de investigación "Zur Wohltätigkeit" Nº 6 ("La Beneficencia"), homónima de la logia vienesa en que fueron iniciados Wolfgang Amadeus Mozart y Franz Joseph Haydn en el siglo XVIII. Esta logia trabaja en idioma alemán.[cita requerida]

### Rito Egipcio de la Crata Repoa
Sólo con actividad para maestros masones, el Antiguo Rito Egipcio de la Crata Repoa es un rito "operativo" que se instala en la Ciudad de México a partir del año 2001, brindando espacio y patentes a más de 15 logias en toda la República Mexicana.[cita requerida]

### Rito Antiguo y Primitivo de Menfis - Mizraím
El Rito Antiguo y Primitivo de Menfis-Mizraïm (Memphis-Misraïm) es un rito masónico iniciático formado por la unión de dos antiguos ritos masónicos de inspiración rosacruz: el Rito de Menfis y el Rito de Mizraïm. El promotor de la fusión de ambos ritos fue el famoso general Giuseppe Garibaldi, quien en 1881 se convirtió en el primer Gran Maestre Internacional del Rito.[cita requerida]
En los Estados Unidos y en el Reino Unido, la unificación estuvo a cargo de John Yarker. Otros famosos integrantes de Menfis-Mizraïm fueron Winston Churchill, Clement Attlee, Theodor Reuss, Gerard Encausse Papus, Constant Chevillon, Robert Ambelain y Gerard Kloppel.[cita requerida]
La Tradición principal sigue la vía del corazón muy en consonancia de Louis Claude de Saint - Martin, el Filósofo Desconocido, en oposición a las corrientes que quisieron convertir al Rito en tántrico en la vía de Reuss y otros.
La mayoría de las logias del Rito Antiguo y Primitivo de Menfis-Mizraïm se agrupan bajo los congresos llamados Soberanos Santuarios, según su linaje sucesorio.

### Orden Masónica Egipcia de Menfis Mizraïm
A diferencia del difundido Rito Escocés Antiguo y Aceptado (que incluye 33 grados), que es mayoritario dentro de la masonería latina, y el Rito de York, el más numeroso a nivel mundial, los Soberanos Santuarios de Menefis - Mizraím cuentan, en su mayoría, con un sistema de 95 grados y 4 más, que son administrativos:
- Primera serie: masonería simbólica (grados 1.º al 3.º);
- Segunda serie: masonería filosófica (grados 4.º al 33.º);
- Tercera serie: masonería hermética (grados 34.º al 95.º);
- Grados superiores (administrativos): los grados 96.º y 97.º fueron establecidos originalmente por Garibaldi; posteriormente y según la organización del mismo, se agregaron los grados 98.º y 99º. El 99° lo tiene el Gran Maestro Internacional de la Orden y el 98° su sustituto Gran Maestro.

La Logia Egipcia del valle de Mexico No. 1 fue fundada durante el año 2024 y tiene el linaje Ameblain - Kloppel - Clerc y ha agremiado a los primeros masones latinoamericanos o de primera generación en sus columnas. Funciona bajo los auspicios de la Federación de Grandes Logias Regulares de Menfis - Mizraim y de la Gran Comendaduría de México de Menfis - Mizraim (2022).   
Generalmente se utilizan los siguientes:
| Grados        | Nombre común   | Nombre común    | Nombre común | Consejo u Orden | Serie     |
| ------------- | -------------- | --------------- | ------------ | --------------- | --------- |
| 1.º, 2.º, 3.º | Aprendiz Mason | Compañero Mason | Gran Maestro | Logia Universal | Simbólica |

| Grados           | Nombre común             | Nombre común                             | Nombre común                        | Consejo u Orden | Serie      |
| ---------------- | ------------------------ | ---------------------------------------- | ----------------------------------- | --------------- | ---------- |
| 4.º, 5.º, 6.º    | Maestro Secreto          | Maestro Perfecto                         | Secretario Íntimo o Maestro Sublime | Colegio         | Filosófica |
| 7.º, 8.º, 9.º    | Preboste y Juez          | Intendente de las Construcciones         | Maestro Elegido de los Nueve        |                 |            |
| 10.º, 11.º, 12.º | Ilustre Electo de Quince | Electo Sublime Caballero Elegido         | Gran Maestro Arquitecto             |                 |            |
| 13.º, 14.º       | Comandante del Arco Real | Gran Electo Omnipotente y Oculto Maestro |                                     |                 |            |

| Grados           | Nombre común                 | Nombre común          | Nombre común                   | Consejo u Orden | Serie      |
| ---------------- | ---------------------------- | --------------------- | ------------------------------ | --------------- | ---------- |
| 15.º, 16.º, 17.º | Caballero de la Espada.      | Príncipe de Jerusalén | Caballero del Este y del Oeste | Capítulos       | Filosófica |
| 18.º             | Caballero Príncipe Rosa Cruz |                       |                                |                 |            |

| Grados           | Nombre común                        | Nombre común             | Nombre común             | Consejo u Orden | Serie      |
| ---------------- | ----------------------------------- | ------------------------ | ------------------------ | --------------- | ---------- |
| 19.º, 20.º, 21.º | Pontífice que penetra lo Vacuo      | Caballero del Templo     | Patriarca Noaquita       | Senado          | Filosófica |
| 22.º, 23.º, 24.º | Caballero del Hacha Real            | Jefe del Tabernáculo     | Príncipe del Tabernáculo |                 |            |
| 25.º, 26.º, 27.º | Caballero de la Serpiente de Bronce | Príncipe de Misericordia | Comandante del Templo    |                 |            |
| 28.º, 29.º       | Caballero del Sol o Príncipe Adepto | Caballero de San Andrés  |                          |                 |            |

| Grados           | Nombre común                    | Nombre común                         | Nombre común                      | Consejo u Orden      | Serie      |
| ---------------- | ------------------------------- | ------------------------------------ | --------------------------------- | -------------------- | ---------- |
| 30.º, 31.º, 32.º | Gran electo Caballero Kadosh    | Gran comandante inspector inquisidor | Sublime príncipe del Real Secreto | Aeropagus y Tribunal | Filosófica |
| 33.º             | Soberano Gran Inspector General |                                      |                                   |                      |            |

| Grados militares | Nombre común                                       | Nombre común                                 | Nombre común                                             | Consejo u orden | Serie     |
| ---------------- | -------------------------------------------------- | -------------------------------------------- | -------------------------------------------------------- | --------------- | --------- |
| 34.º, 35.º, 36.º | Caballero de Escandinavia                          | Caballero del Templo                         | Sublime Negociante                                       | Consistorio     | Hermética |
| 37.º, 38.º, 39.º | Caballero de Shota (Sabio de la Verdad)            | Sublime Electo de la Verdad (El Águila Roja) | Gran Electo de los Eones                                 |                 |           |
| 40.º, 41.º, 42.º | Sabio Savaiste (Sabio Perfecto)                    | Caballero del Arco de los Siete Colores      | Príncipe de Luz                                          |                 |           |
| 43.º, 44.º, 45.º | Sublime Sabio Hermético (Filósofo Hermético)       | Príncipe del Zodíaco                         | Sublime Sabio de los Misterios                           |                 |           |
| 46.º, 47.,º 48.º | Sublime Pastor de las Chozas                       | Caballero de las Siete Estrellas             | Sublime Guardián del Monte Sagrado                       |                 |           |
| 49.º 50.º 51.º   | Sublime Sabio de las Pirámides                     | Sublime Filósofo de Samotracia               | Sublime Titán del Cáucaso                                |                 |           |
| 52.º, 53.º, 54.º | Sabio del Laberinto                                | Caballero o Sabio del Fénix                  | Sublime Escaldo                                          |                 |           |
| 55.º, 56.º, 57.º | Sublime Doctor Órfico                              | Pontífice o Sabio de Cadmia                  | Sublime Mago                                             |                 |           |
| 58.º, 59.º, 60.º | Sabio o Príncipe Brahman                           | Sublime Sabio o Gran Pontífice de Ogygia     | Sublime Guardián de los Tres Fuegos                      |                 |           |
| 61.º, 62.º, 63.º | Sublime Filósofo Desconocido                       | Sublime Sabio de Eleusis                     | Sublime Kawi                                             |                 |           |
| 64.º, 65.º, 66.º | Sabio de Mithras                                   | Guardián del Santuario - Gran Instalador     | Gran Arquitecto de la Ciudad Misteriosa Gran Consagrador |                 |           |
| 67.º, 68.º, 69.º | Guardián del Nombre Incomunicable - Gran Eulogista | Patriarca de la Verdad                       | Caballero o Sabio de la Rama Dorada de Eleusis           |                 |           |
| 70.º, 71.º, 72.º | Príncipe de Luz o Patriarca de los Planisferios    | Patriarca de los Sagrados Vedas              | Sublime Maestro de Sabiduría                             |                 |           |
| 73.º, 74.º, 75.º | Patriarca o Doctor del Fuego Sagrado               | Sublime Maestro de Stoka                     | Caballero Comandante de la Cadena Líbica                 |                 |           |

| Grados           | Nombre común                                   | Nombre común                           | Nombre común                                | Consejo u Orden  | Serie     |
| ---------------- | ---------------------------------------------- | -------------------------------------- | ------------------------------------------- | ---------------- | --------- |
| 76.º, 77.º, 78.º | Intérprete de Jeroglíficos o Patriarca de Isis | Sublime Caballero o Sabio Teósofo      | Gran Pontífice de los Tebanos               | Sublime Concilio | Hermética |
| 79.º, 80.º, 81.º | Caballero o Sabio de la Temible Sada           | Sublime Electo del santuario de Mazías | Intendente Regulador o Patriarca de Memphis |                  |           |
| 82.º, 83.º, 84.º | Gran Electo del templo de Midgard              | Sublime Electo del Valle de Oddy       | Patriarca o Doctor de los Izeds             |                  |           |
| 85.º, 86.º, 87.º | Sublime Sabio o Caballero de Kneph             | Sublime Filósofo del Valle de Kab      | Sublime Príncipe de la Masonería            |                  |           |
| 88.º, 89.º, 90.º | Gran Electo de la Sagrada Cortina              | Patriarca de la Ciudad Mística         | Sublime Maestro de la Gran Obra             |                  |           |

| Grados           | Nombre común                             | Nombre común                        | Nombre común      | Consejo u Orden | Serie             |
| ---------------- | ---------------------------------------- | ----------------------------------- | ----------------- | --------------- | ----------------- |
| 91.º, 92.º, 93.º | Gran Defensor                            | Gran Catequista                     | Regulador General | Gran Tribunal   | Hermética         |
| 94.º, 95.º       | Príncipe de Memphis o Gran Administrador | Gran Conservador                    |                   |                 |                   |
| 96.º, 97.º       | Gran y Poderoso Soberano de la Orden     | Gran Maestro Diputado Internacional |                   | Gran Tribunal   | Grados superiores |
| 98.º, 99.º       | Gran Maestro Internacional               | Gran Hierofante                     |                   |                 |                   |

## Grandes Logias en México

### Muy Respetable Gran Logia de "Valle de México"

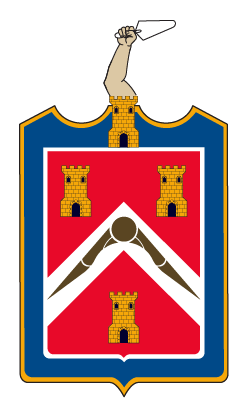
Escudo oficial Muy Respetable Gran Logia Valle de México

La Gran Logia Valle de México, cuyo nombre oficial es Muy Respetable Gran Logia "Valle de México", es actualmente una de las instituciones masónicas más numerosas en México y en todos los países de Habla hispana. Trabaja principalmente el Rito Escocés Antiguo y Aceptado, acogiendo en su obediencia, una logia del Rito de York y otra del Rito Francés.
La Muy Respetable Gran Logia "Valle de México" fue constituida el 5 de febrero de 1862, siendo sus tres Logias Fundadoras: "Unión Fraternal", que trabajaba en idioma español; "Emulos de Hiram", que trabajaba en francés; y "Eintracht", que trabajaban en alemán.
Estas tres logias se originaron a partir de la Logia "Unión Fraternal" No. 1, cuya Carta Patente fue otorgada por el Gran Oriente Neogranadino de Cartagena, República de Colombia.
Así, a solicitud formulada el 25 de diciembre de 1861 por varios hermanos de la Logia Unión Fraternal, dicho Gran Oriente expidió la Gran Carta Patente que marca el origen de la Gran Logia "Valle de México", teniendo como primer Gran Maestro a James C. Lohse.
Por Decreto del 25 de junio de 1910, la Gran Logia Unida Mexicana de Libres y Aceptados Masones de Veracruz, mediante su Decreto No. 25 firmado por el entonces Gran Maestro Plutarco I. Ramirez, cedió desde esa fecha y para siempre el Territorio Masónico de la Ciudad de México, el Estado de México, Sonora, Guanajuato, Jalisco, San Luis Potosí, Aguascalientes e Hidalgo, en favor de la Gran Logia "Valle de México" manera definitiva expresando en el Decreto, que dicha cesión es exclusivamente a favor de la Gran Logia "Valle de México" y no a favor de ningún otro poder masónico.
En 1934, año de la fundación de la Confederación de Grandes Logias Regulares de México, la Gran Logia Valle de México celebró un tratado con las otras Grandes Logias existentes en México con el objetivo de delimitar las jurisdicciones en el territorio mexicano. Delimitó su jurisdicción de la siguiente manera:
La Gran Logia 'Valle de México', para el Distrito Federal, con sede en la Ciudad de México, y con jurisdicción además en los Estados de Aguascalientes, Zacatecas, Guanajuato, Michoacán, Querétaro, Hidalgo, México, Tlaxcala, Morelos, Guerrero, Puebla y Distrito Sur de la Baja California.
La celebración de dicho tratado fue presumiblemente en el mismo evento de la fundación de la Confederación de Grandes Logias Regulares de México. La fundación de la Confederación se llevó a cabo en Tampico Tamaulipas.
En 1944 la Gran Logia Simbólica Independente Mexicana, decide integrarse junto con sus 36 logias simbólicas a la Gran Logia Valle de México, que para ese año, ya contaba con más de 77 logias simbólicas en su jurisdicción y tenia como Gran Maestro a Valentín Rincón, así el 21 de noviembre de ese año, surge la Muy Respetable Gran Logia "Valle de México" por el Decreto No. 433 y su primer Gran Maestro bajo este nuevo nombre es Fernando Benavides García quien provenía de Independiente Mexicana.

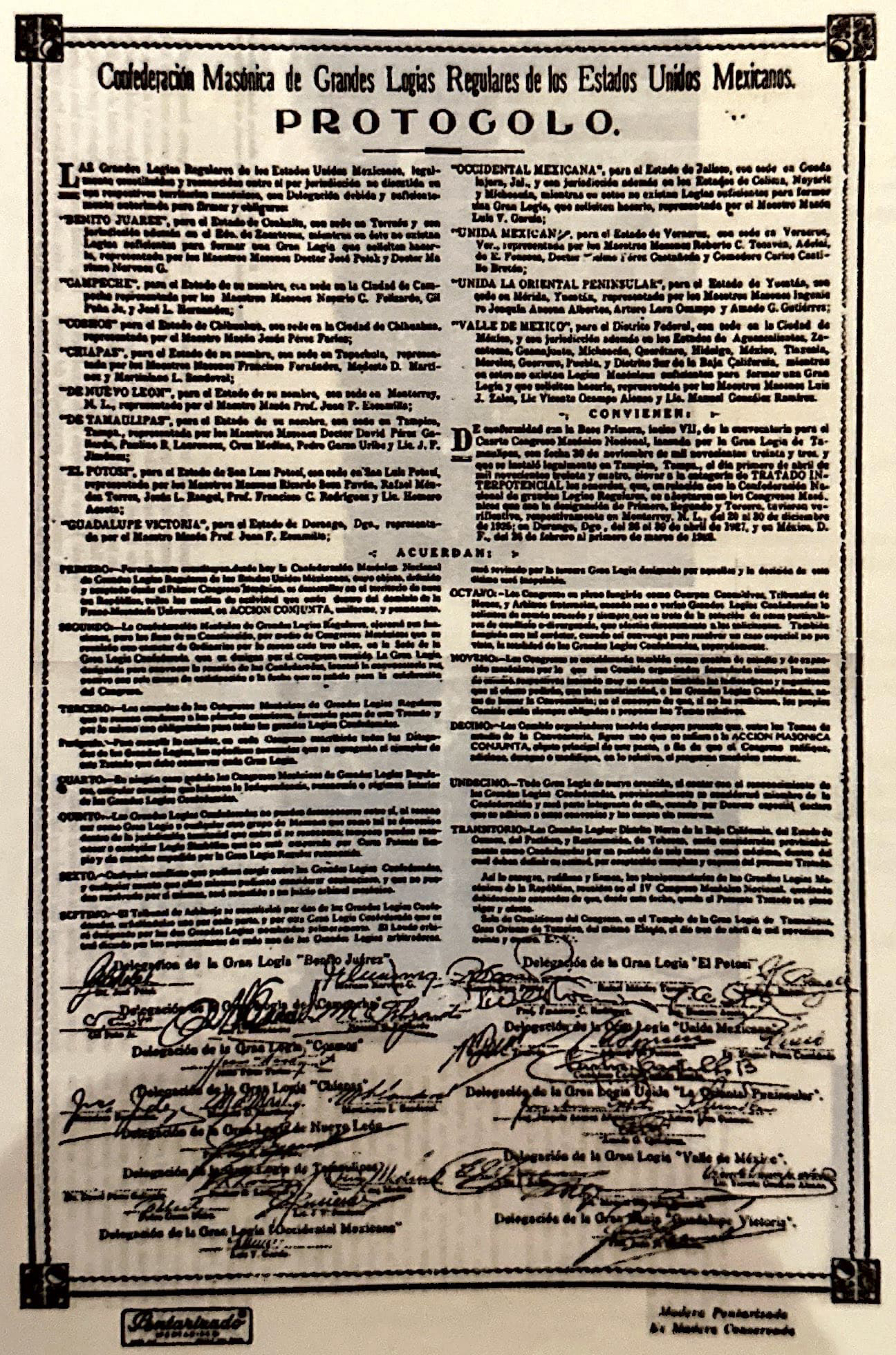
Protocolo para la creación de la Confederación Masónica de Grandes Logias Regulares de los Estados Unidos Mexicanos

En 1934 la Muy Respetable Gran Logia "Valle de México" funda la Confederación Masónica de Grandes Logias Regulares de los Estados Unidos Mexicanos, con la asistencia de las siguientes Grandes Logias:
- Gran Logia del Estado de Coahuila "Benito Juárez"
- Gran Logia del Estado de Campeche
- Gran Logia del Estado de Chihuahua "Cosmos"
- Gran Logia del Estado de Chiapas
- Gran Logia del Estado de Nuevo León
- Gran Logia del Estado de Tamaulipas
- Gran Logia "El Potosí" del Estado de San Luis Potosí
- Gran Logia "Guadalupe Victoria" del Estado de Durango
- Gran Logia "Occidental Mexicana" del Estado de Jalisco
- Gran Logia "Unida Mexicana" del Estado de Veracruz
- Gran Logia "Valle de México"

En la década de los 90, la Gran Logia Valle de México anuncia que deja de pertenecer a la Confederación de Grandes Logias Regulares de los Estados Unidos Mexicanos, pues dicha confederación se había conformado como una asociación civil, estableciendo en sus estatutos, preceptos que se alejan del objetivo principal de dicha Confederación.

### Muy Respetable Gran Logia del estado Baja California
La Muy Respetable Gran Logia de estado “Baja California” de AA LL y AA MM (Antiguos Libres y Aceptados Masones)  fue fundada en 1933 su Gran Carta Patente, fue emitida por la Muy Respetable Gran Logia "Valle de México" quien hasta la fecha de dicha emisión, mantenía bajo su jurisdicción a Baja California.
Una vez que se declara a Baja California como “Estado Libre y Soberano”, la logia cambia al nombre con el que actualmente se le conoce y con el que se encuentra registrado ante la “Gran Logia Madre”.
Actualmente cuenta con alrededor de 1,000 miembros masones y con 38 logias distribuidas en los 5 municipios del estado.

### Gran Logia Unida Mexicana de Veracruz
Sin duda una de las Grandes Logias más antiguas de México. Sus Logias más antiguas, con patente de la Gran Logia de Nueva Orleans en el año de 1815, son las logias "Les amis réunis" y "Obreros del silencio", con sede en el puerto de Veracruz.[cita requerida]
En mayo de 1859, un abogado y juez emigrado de Francia, Santiago Foulhouze, organizó en Nueva Orleans el Supremo Consejo de Grandes Inspectores Generales del Grado 33 del Rito Escocés para la Jurisdicción de los Estados Unidos Mexicanos, nombrando como primer Soberano Gran Comendador al General Ignacio Comonfort.[cita requerida]
Este Supremo Consejo para México se estableció provisionalmente en Nueva Orleans, y el 10 de mayo de 1859 se acordó que Vicente Leocadio Castro, doctor en leyes, se trasladase a México a establecer logias bajo el gobierno de ese Supremo Consejo.[cita requerida]
Cumpliendo con lo anterior, Vicente L. Castro llegó a Veracruz Puerto y sentó las bases para la posterior creación de la Logia Fraternidad No. 1, misma que el 24 de junio de 1859 recibió su Carta Patente, que la constituyó en la primera logia simbólica bajo los auspicios del Supremo Consejo de la República Mexicana.[cita requerida]

#### Cronología
- 1860.- Del 17 de febrero hasta el 27 de abril suspende trabajos masónicos la Logia Fraternidad No. 1, para combatir a las tropas reaccionarias del general Miguel Miramón, que había sitiado el Puerto.[cita requerida]

Se gestiona el reconocimiento de Charleston y se logra que en breve tiempo este Supremo Consejo Regular nombre a Carlos Laffent de Lodebat con plenos poderes, para que se instale en Veracruz y convalide la plena regularidad de la Logia Fraternidad No. 1, así como del Supremo Consejo. Esto se realiza el 21 de diciembre de 1860.[cita requerida]
Es necesario decir que todos los costos de viáticos, pago de derechos y demás que tuvieron que hacer Carlos Laffent y Vicente A. Castro los pagó la Logia Fraternidad No. 1 de sus propios fondos.[cita requerida]
- 1865.- El Gran Oriente de Colombia funda en la capital del país la Gran Logia Valle de México, al crear las logias Unión Fraternal No. 1, Émulos de Hiram No. 2 y Eintracht No. 3. Sin embargo, todo se considera masónicamente irregular (ilegal), porque ya había un Gobierno Masónico Regular en el país, que es el Supremo Consejo, establecido en Veracruz.[cita requerida]

El 27 de diciembre de 1865 el Manuel B. Cunha Reis funda otro Supremo Consejo para el Imperio Mexicano, siendo Soberano Gran Comendador el Santiago C. Loores, pero esto también se considera irregular, pues ya existía el de Veracruz.[cita requerida]
- 1868.- En julio 11, se celebra, en México, D. F., un tratado entre Nicolás Pizarro, en representación del Soberano Gran Comendador Santiago C Loores del Supremo Consejo Irregular y Francisco de P. Gochicoa, en representación del Supremo Consejo del Rito Nacional Mexicano, también considerado irregular, y forman un nuevo Supremo Consejo, también considerado irregular.[cita requerida]
- 1869.- El 5 de enero, la logia Fraternidad No. 1 se fracciona en dos logias: Esperanza No. 12 y Xicoténcatl No. 13, que reciben sus cartas patentes del Supremo Consejo único regular del país, en esa misma fecha.[cita requerida]

Esto, en aplicación del Artículo 107 de la Constitución Masónica, que dice: ”(...) siempre que hubiere tres o más logias simbólicas en un mismo Oriente, se formará con ellas una Gran Logia de Estado (es decir, un país)."[cita requerida]
Por lo mismo, el 23 de marzo de 1869 el Supremo Consejo envía a Ignacio Pombo para que instale en Veracruz-Puerto la primera Gran Logia Simbólica Regular del país, integrada por las logias anteriores, que a partir de entonces toman los nombres de Fraternidad No. 1, Esperanza No. 2 antes 12 y Xicoténcatl No. 3 antes 13, a las que se les permite conservar sus antiguas cartas patentes originales del Supremo Consejo o adquirir nuevas de la Gran Logia recién formada (solo la logia Esperanza No. 2 conserva hasta la fecha su carta original).[cita requerida]
En mayo 12, se forma en Xalapa, Veracruz, la logia Concordia No. 17 bajo los auspicios del Supremo Consejo, que pasa a la Gran Logia del Estado como Concordia No. 1.[cita requerida]
En octubre 7, se establece en Veracruz-Puerto la Logia Simbólica Obreros del Templo No. 25, misma que causa baja en abril de 1875.[cita requerida]
En diciembre 15, se constituye en Alvarado la Respetable Logia Simbólica "Estrella de Sotavento".[cita requerida]
- 1871.- En abril 14, el Supremo Consejo comunica a la Gran Logia de Veracruz que la Gran Logia de Louisiana pretendía otorgar Carta de Dispensa a una logia en territorio veracruzano, para que esta Gran Logia evite esta invasión territorial.
- 1879.- En septiembre 17, se forma en Tuxpan la Respetable Logia Simbólica "Hijos del Silencio No. 66.
- 1880.- En diciembre, se establece en Acayucan la Respetable Logia Simbólica "Virtud No. 75".
- 1881.- En enero 12, se organiza en Orizaba la logia "Progreso 28. En junio 12, se constituye en Córdoba la Logia "Citlaltepec No. 79".
- 1882.- En marzo 12, el Supremo Consejo conoce que en Veracruz-Puerto trabajan bajo la bóveda celeste las logias "Lumen" y "Obreros del Templo", mismas que han solicitado a la Gran Logia de Colón e Isla de Cuba ponerse bajo su jurisdicción para obtener sus cartas patentes, y se expide el Balaustre XXII, donde se reclama la invasión territorial.

Marzo 26.- Reciben sus cartas patentes las logias Lumen y Obreros del Templo.
Abril 25.- El Supremo Consejo expide su Balaustre XXX, renunciando a su poder sobre el territorio nacional en el simbolismo, y pide que se forme una Gran Logia Central para toda la República.
Abril 28.- La logia Probidad del Distrito Federal protesta por el Balaustre XXX y cita a convento de logias para reglamentar el simbolismo.
Mayo 15.- La Gran Logia Primera y Regular, establecida en Veracruz, protesta por el Balaustre XXX, porque considera que está en contra de sus derechos territoriales.
- 1883.- Las Logias Lumen y Obreros del Templo crean la logia Arco Iris, y ya con esas tres logias bajo los auspicios de la Gran Logia de Colón e Isla de Cuba se forma, el 28 de enero, la Gran Logia Simbólica Independiente.

La Gran Logia Unida sostiene desde hace años la escuela laica con un programa oficial denominado "La Esperanza", así como una academia comercial donde gratuitamente se prepara a jóvenes de ambos sexos que por su promedio escolar reciban tal merecimiento. La Gran Logia Unida ocupa la que fuera la sede de la Tercera Orden Franciscana Seglar, en el estado de Veracruz.[cita requerida]
Por Decreto del 25 de junio de 1910, la Gran Logia Unida Mexicana de Libres y Aceptados Masones de Veracruz, mediante su Decreto No. 25 firmado por el entonces Gran Maestro Plutarco I. Ramirez, cedió desde esa fecha y para siempre el Territorio Masónico de la Ciudad de México, el Estado de México, Sonora, Guanajuato, Jalisco, San Luis Potosí, Aguascalientes e Hidalgo, en favor de la Gran Logia "Valle de México" manera definitiva expresando en el Decreto, que dicha cesión es exclusivamente a favor de la Gran Logia "Valle de México" y no a favor de ningún otro poder masónico.

## Gran Logia de Caracter Federal

### York Grand Lodge of Mexico

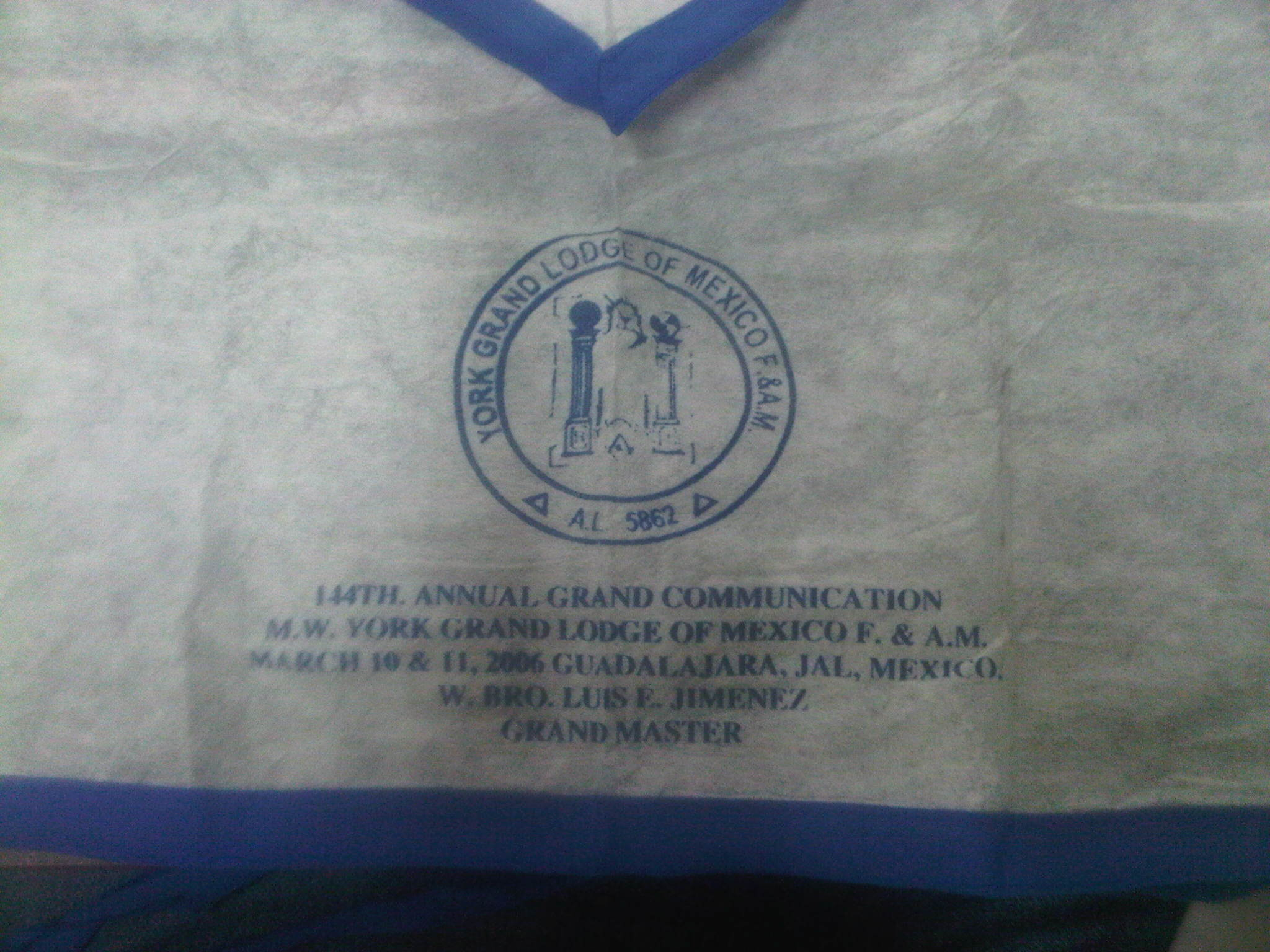
Mandil utilizado en la 144 Gran Comunicación Anual de la York Grand Lodge of México, en el 2006.

La York Grand Lodge of Mexico fundada en 1862, cuyo nombre oficial es The Most Worshipful York Grand Lodge of Mexico, cuenta con el reconocimiento de la Gran Logia Unida de Inglaterra y todas las Grandes Logias de Estados Unidos. Trabaja exclusivamente en el Rito York, en idiomas inglés, español y alemán, siendo el inglés su lengua oficial. Posee 18 logias repartidas en los Estados de Nuevo León, Coahuila, Chihuahua, Sinaloa,  Jalisco, San Luis Potosí, Morelos, Veracruz y Ciudad de México.
En 1864, un portugués, Manuel Reis, llegó a la Ciudad de México. Se inició en la Masonería en Rio de Janeiro en 1844, emigró a Nueva York en 1856 y se afilió al Consistorio de Nueva York y recibió el Grado 32. En 1858, pasó a La Habana, Cuba, siendo más o menos activo en la organización de Logias, etc. Cuando llegó a la Ciudad de México tenía 44 o 45 años de edad, y tenía un conocimiento perfecto del ritual masónico. Se afilió eventualmente a la Logia “Union Fraternal”, y debido a su extenso conocimiento de la Masonería se convirtió en el motor de la Logia; organizó el Supremo Consejo, y también sugirió dividir la Logia “Unión Fraternal” en tres Logias.
Se logró esto con una Logia trabajando en inglés, una en francés y una en alemán. En 1862, estas tres Logias formaron la Gran Logia bajo el nombre de “Grand Lodge Valle de México”. Habiendo sido debidamente organizada "Grand Lodge Valle de México”, empezó a ejercer sus funciones al emitir Dispensas y Cartas Patente a través del país y así inició su carrera legítima. 
La Gran Lodge Valle de México es el antecedente de lo que hoy conocemos como York Grand Lodge of Mexico.
Las Logias de la ciudad “Unión Fraternal”, “Paz y Concordia” y “Toltecas”, se unieron bajo los auspicios del Supremo Consejo y reorganizaron la “Grand Lodge Valle de México”. 
Entre 1910 y 1911, una crisis interna provocó que un grupo pequeño de Logias se desprendiera y decidieran seguir por su cuenta con el nombre de La gran Logia Valle de México, por lo tanto, para distanciarse de la gran logia recién creada, se tomó por unanimidad el acuerdo de cambiar el nombre  de “Grand Lodge Valle de México” a “The Most Worshipful York Grand Lodge of México, F. and A.M."
La York Grand Lodge continuó su trabajo, y los secesionistas siguieron por su propio camino bajo el nombre de Gran Logia Valle de México.

## Otras Grandes Logias

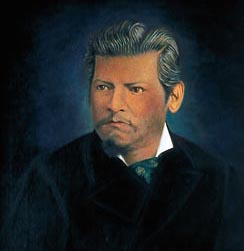
Ignacio M. Altamirano

### Gran Logia de Estado, Soberana e Independiente "El Potosí"
San Luis Potosí, Estado de tradición política liberal, será el lugar donde entre 1869 y 1900 se creen alrededor de veinte logias de Rito Escocés Antiguo y Aceptado. El antecedente directo documentado es la logia "Fe y esperanza" de 1863. Con este antecedente, el 8 de agosto de 1891, se creó la Gran Logia de Estado, Soberana e Independiente "El Potosí".
Fue su primer Gran Maestro Carlos Díez Gutiérrez, entonces gobernador del estado.
Para el Siglo XIX había en el Estado de San Luis Potosí logias escocesas, yorkinas y del Rito Nacional Mexicano. Las logias escocesas superaron en número a las de otros ritos, con lo que pronto se formó una logia capitular supeditada al Supremo Consejo de México, la llamada logia "Hidalgo", con sede en Río Verde.[cita requerida]

### Gran Logia del Estado de Aguascalientes "Edmundo Games Orozco"

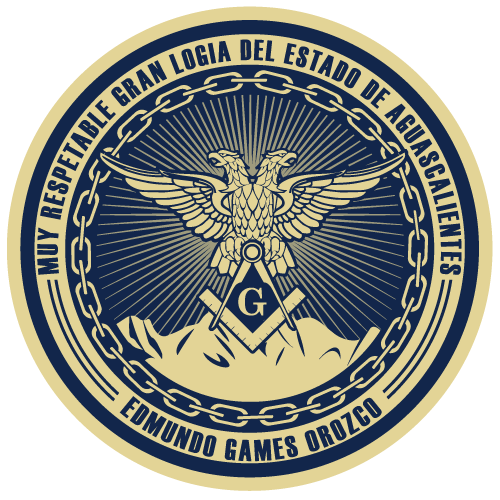
Sello de la Muy Respetable Gran Logia del Estado de Aguascalientes "Edmundo Games Orozco"

En la primera mitad del siglo XIX aparecen datos sobre actividad masónica en el Estado, pero se carecen de datos que permitan afirmar la existencia de masonería regular. Entre los masones prominentes destacan de entonces: Francisco Primo de Verdad y Ramos, José María Bocanegra, Valentín Gómez Farías, Jesús Terán Peredo, José María Arteaga y José María Chávez Alonso.
La masonería inicia trabajos regulares en el Estado a mediados del siglo XIX, muy probablemente auspiciada por José María Chávez Alonso, gobernador del Estado. Los primeros documentos que se tienen, datan del año de 1892 en el que trabajaba la Gran Logia Independiente de Estado "Regeneración" Nº 12, constituida bajo los auspicios de la Gran Dieta Simbólica, que a su vez contaba con varias logias, entre las que se encontraban "Francisco Primo Verdad", "Benito Juárez" y "José María Chávez". Para 1894, el alto cuerpo lo encabezaban Alejandro Vázquez del Mercado, gobernador del Estado y Gran Maestro de la Gran Logia, Jesús Díaz de León como Primer Gran Vigilante y Víctor Villalpando como Segundo Gran Vigilante.
En el periodo revolucionario (1910-1920), la inestabilidad propia de esa época propició que las logias existentes en el Estado, "Francisco Primo de Verdad" Nº 13, "Benito Juárez" Nº 11 y "Aguascalientes" Nº 55, se tornen inactivas. En 1913 nace la logia "Reconstrucción" Nº 17, que en 1919 deja de trabajar. En 1923 se crea la logia "Benito Juárez" Nº 23, que debe entrar en receso por el cierre de la Fundición Central Mexicana que dejó sin trabajo a muchos de sus miembros. No es si no hasta el 28 de marzo de 1928 cuando resurge con carta patente de la Gran Logia Valle de México con el nombre de "Benito Juárez No, 25. En 1943 se crean con hermanos de esta logia, las logias "Tolerancia", "Perseverancia" y "Guardianes del Delta".
Para el año de 1998, en Aguascalientes existían diez logias; nueve con carta patente y una bajo dispensa, todas ellas con Carta patente de la Gran Logia Valle de México. En el mes de junio de ese año, como una suma de voluntades de diversos masones del estado, se convoca entonces a las logias del Estado para reclamar la jurisdicción sobre el territorio del Estado de Aguascalientes, todo ello conforme al derecho masónico vigente. Acudieron las Logias "Benito Juárez 25", "Tolerancia", "Josué B. Westrup", "Cruz Ansata No. 5" e "Hiram Abif", determinando que la Gran Logia del Estado llevaría el nombre de "Edmundo Games Orozco". A estas cinco Logias se unió posteriormente la logia "Adolfo López Mateos" y la Logia "Caminos de Hierro". La Gran Carta Patente fue otorgada el 5 de septiembre de 1998 por la Gran Logia Unida Mexicana de Veracruz.
En el 2006, mediante la respectiva carta patente, se une a la Gran Logia "Edmundo Games Orozco", la Logia "Fragua y Crisol No. 9", a quienes posteriormente les seguirán las logias: "Trisquel No. 10", "Fiat Lux Primo Verdad No. 11", y en el año 2017, "Apolo No. 12".

### Gran Logia del Estado de México
En el estado de México, el más poblado y de mayor importancia económica dentro de la República Mexicana, la obediencia regular es la Muy Respetable Gran Logia del mismo nombre. Iniciando con 5 Logias Simbólicas fue fundada en el año de 1997 y con patente de la Gran Logia Unida Mexicana de Veracruz (primera del Rito Escocés Antiguo y Aceptado con reconocimiento de la Gran Logia Unida de Inglaterra). A la fecha del presente artículo, está conformada por 48 Logias y aglutina a más de 600 miembros, distribuidos en toda la entidad mexiquense. La Gran Logia del Estado de México es miembro activo de la Confederación de Grandes Logias Regulares de los Estados Unidos Mexicanos y es, por sus características geográficas, la que tiene mayor potencial de crecimiento. El Muy Respetable Gran Maestro para el ejercicio masónico 2024 - 2027 es el Venerable Hermano Antonio Díaz Damián 

### Muy Respetable Gran Logia Guadalupe Victoria del Estado de Durango

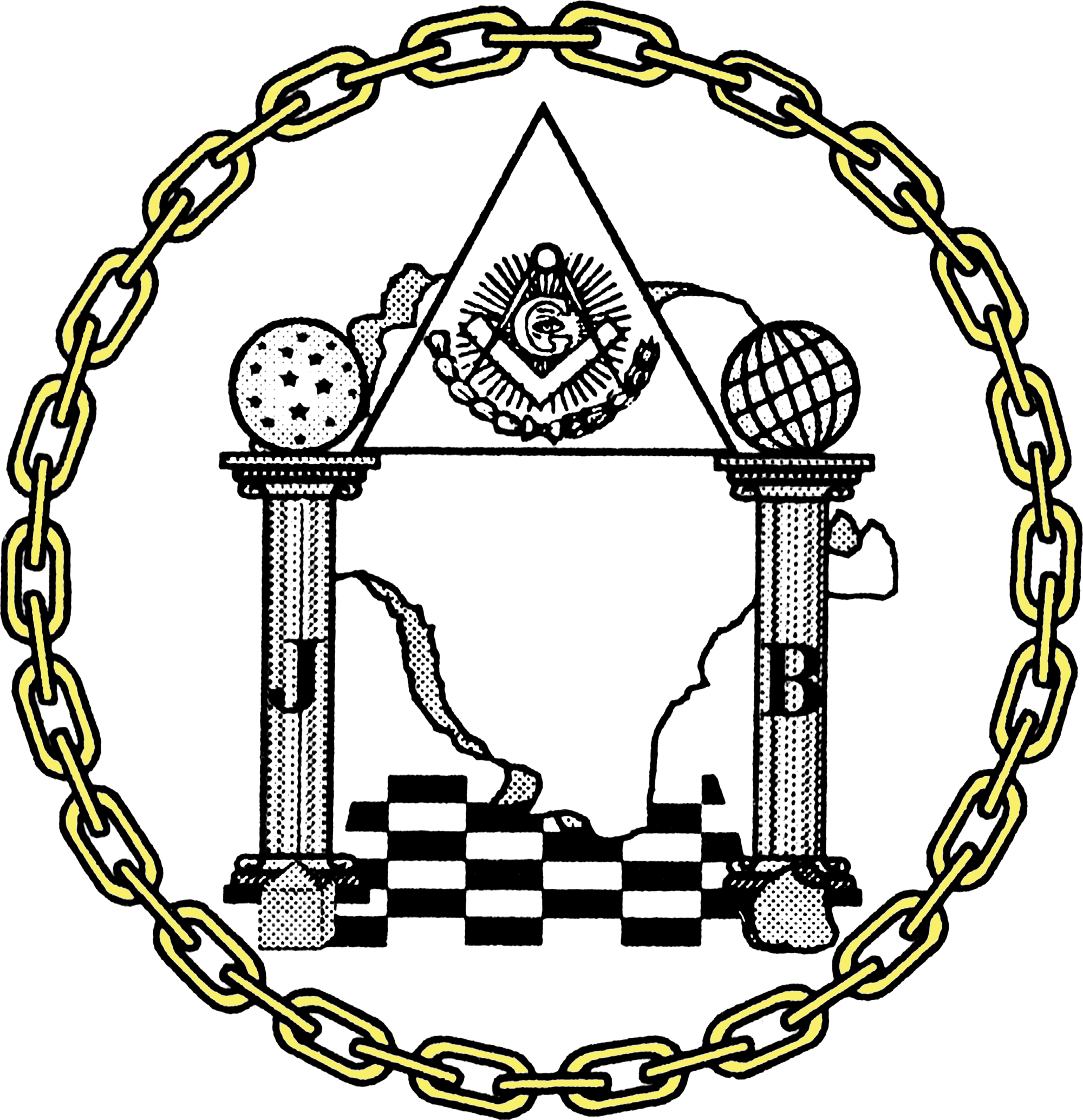
Sello de la Gran Logia Guadalupe Victoria

La Muy Respetable Gran Logia Guadalupe Victoria del Estado de Durango, cuyo nombre oficial es "Muy Respetable Gran Logia Guadalupe Victoria de Antiguos Libres y Aceptados Masones del Estado de Durango", es una federación de logias masónicas del Estado de Durango creada en 1923 después de que la Gran Logia Benito Juárez del Estado de Coahuila cediera el territorio; antes de esta fecha, las logias de Durango trabajaban con la Gran Logia del Estado de Coahuila. Actualmente sus 15 talleres trabajan exclusivamente con el Rito Escocés Antiguo y Aceptado. Esta Gran Logia se ubica en Durango, la capital del Estado del mismo nombre. Tiene logias jurisdiccionadas en los municipios de Durango, Lerdo, Gómez Palacio, Pueblo Nuevo y Vicente Guerrero. La Gran Logia del Estado de Durango es miembro fundador de la Confederación de Grandes Logias Regulares de los Estados Unidos Mexicanos.
En el mes de julio de 2015 organizó el CX Consejo Masónico Nacional "Francisco Uribe Soto" con la participación de los Grandes Maestros de todos los Orientes de México y contando además con la participación de la Gran Logia de Francia y la Gran Logia de Bulgaria.

### Gran Logia del Estado "Andrés Quintana Roo"

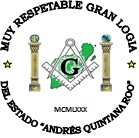
Sello de la muy Respetable Gran Logia del Estado "Andrés Quintana Roo"

Única Potencia Masónica regular en el simbolísmo con jurisdicción en el territorio político que comprende el Estado de Quintana Roo. Fundada el 26 de abril de 1980 con carta patente emitida por la Gran Logia Unida "La Oriental Peninsular", del Estado de Yucatán, siendo su primer Muy Respetable Gran Maestro Antonino Sangri Serrano, cuenta con 26 logias, ubicadas en las ciudades de Chetumal (capital del Estado), Bacalar, Felipe Carrillo Puerto, José María Morelos, Tulúm, Cozumel, Playa del Carmen, Cancún Puerto Morelos e Isla Mujeres. Practica los 3 Grados de la Masonería Simbólica en el Rito Escocés Antiguo y Aceptado. Es miembro activo de la Confederación de Grandes Logias Regulares de los Estados Unidos Mexicanos y de la Confederación Masónica Interamericana. El Muy Respetable Gran Maestro para el ejercicio 2023-2025 es Jorge Perez Catzin.
Han sido Grandes Maestros, en ella:
| 2021-2023 | Enoel Perez Cortez                |
| 2019-2021 | Martín Domínguez Viveros          |
| 2017-2019 | José Juan Valdivia Berrones       |
| 2015-2017 | Ángel Florentino González Buenfil |
| 2013-2015 | Jorge Alberto Herrera Pérez       |
| 2011-2013 | Jesús Reymundo Reyes Uc           |
| 2009-2011 | Arturo Caballero Rodríguez        |
| 2007-2009 | Jorge Armando Álvarez González    |
| 2005-2007 | Jorge Omaña Rivera                |
| 2003-2005 | Óscar Miguel Hernández            |
| 2001-2003 | Jorge Alberto Herrera Pérez       |
| 1999-2001 | Andrés Pérez Tovar                |
| 1997-1999 | JRC                               |
| 1997-1999 | Augusto Pastachini Dadario        |
| 1982-1984 | Enrique Vázquez Dorantes          |
| 1980-1982 | Antonino Sangri Serrano           |

La Muy Respetable Gran Logia del Estado "Andrés Quintana Roo" se encuentra inscrita en el directorio "List of Lodges" editado por Pantagraph Printing & Stationery Co. en la página 335 (edición 2019) y, mantiene relaciones de reconocimiento con las siguientes Grandes Logias: 
México: Aguascalientes "Edmundo Games Orozco", Baja California (calle Novena), Baja California Sur, Campeche, Confederada del Estado de Chiapas, "Cosmos" del Estado de Chihuahua, “Benito Juárez” del Estado de Coahuila (miembro de la Confederación Mexicana), "Suroeste" del Estado de Colima, “Guadalupe Victoria” de Durango, Guanajuato, Guerrero, Hidalgo, “Occidental Mexicana” del Estado de Jalisco, Ciudad de México, Estado de México, Michoacana “Lázaro Cárdenas”, Morelos, Nuevo León, Nayarit, “Benito Juárez García” del Estado de Oaxaca, “Benemérito Ejército de Oriente” del Estado de Puebla,  Querétaro, Sinaloa, "El Potosí", “Pacifico” del Estado de Sonora, “Restauración” de Tabasco, Tamaulipas,  Tlaxcala, “Unida Mexicana" de Veracruz, “la Oriental Peninsular” de Yucatán, Zacatecas "Jesús González Ortega"; Estados Unidos de América: California, Florida, Illinois, Maryland, Massachusetts, New York, North Carolina, South Carolina, Texas, Virginia y Wyoming; Caribe, Centro y Sur América: Cuba, Gran Logia Soberana de Puerto Rico, Belice, Guatemala, Honduras, Panamá, El Salvador “Cuscatlán”, Argentina, Brazil: Estado de Ceará, Mato Grosso and Río Grande Do Sul, Chile, Colombia, Nacional de Colombia y Serenísima Nacional de Colombia, Ecuador, Paraguay, Perú, Uruguay; Europa: España y Gran Oriente de Italia; África: Gabón y Gran Logia Natconal Togolesa.

### Gran Logia de la Ciudad de México

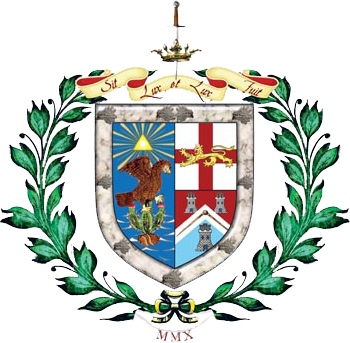
Sello de la Gran Logia de la Ciudad de México

Los antecedentes históricos de la Gran Logia de la Ciudad de México derivan de la Gran Logia del Estado de México. Esta, además de las logias que tradicionalmente ha instalado en su entidad, autorizó tres logias simbólicas regulares para los hermanos masones que radicaban en la Ciudad de México (entonces llamada Distrito Federal) y que, por situaciones de practicidad y al ser desde 1990 la Ciudad de México un territorio libre de jurisdicción masónica regular, decidieron en diferentes tiempos, establecer sus trabajos masónicos en la Ciudad de México.
Esta situación no causaba ningún conflicto legal, ya que, al momento de su creación, no existía en el Distrito Federal ninguna obediencia reconocida por la Confederación de Grandes Logias Regulares de los Estados Unidos Mexicanos, de la cual la Gran Logia del Estado de México es miembro constituyente. Tampoco existía en ese momento, alguna obediencia masónica que se ajustara estrictamente a los estándares de regularidad y de legitimidad de origen, de acuerdo a la norma Basic Principles for Grand Lodge Recognition, establecida en el año de 1929 y aceptada por la Conferencia de Grandes Maestros de Norteamérica y por la Confederación de Grandes Logias Regulares de los Estados Unidos Mexicanos.[cita requerida]
En este sentido, las tres logias regulares fueron:
- RLS Capilla de María No. 1, creada en el año de 2006.
- RLS San Jorge No. 3, creada en el año de 2006.
- RLS Impulso Liberal Moderno No. 11, creada en el año de 2008.

Durante los meses de junio a octubre de 2009, se realizaron intercambios de opinión entre los miembros de estas tres logias para valorar la posibilidad de concretar la integración de las mismas en una obediencia masónica en el Distrito Federal, hasta llegar a la fecha del 5 de diciembre de 2009, cuando las tres logias por separado, tomaron el acuerdo en sus respectivas cámaras de maestros, de proceder formalmente a tal cometido.
Ese mismo día, al cerrar los trabajos de cada logia, se realizó una sesión conjunta donde se aprobó la creación de la Gran Logia del Distrito Federal, un cuadro de oficiales y plantear formalmente a la Gran Logia del Estado de México estos acuerdos, así como la solicitud de una Gran Carta Patente.
Con fecha del 16 de diciembre de 2009, se solicitó por escrito, en plancha firmada y sellada por los tres venerables maestros, al Gran Maestro de la Gran Logia del Estado de México, una Gran Carta Patente a favor de los masones regulares en el Distrito Federal. Esta petición escrita fue ratificada del mismo modo, firmada y sellada por los nuevos venerables maestros, el 29 de enero de 2010.
El 20 de febrero de 2010, las tres logias solicitantes asistieron a la Ciudad de Tepic, Nayarit, para plantear presencialmente ante el Presidente de la Confederación de Grandes Logias Regulares de los Estados Unidos Mexicanos. En esta reunión estuvieron presentes el Gran Canciller de la Confederación, además de los Grandes Maestros y past grandes maestros de Nayarit y Jalisco (Occidental Mexicana).
En esta reunión se deliberó lo conducente y de ahí se desprendió el requerimiento de que la petición de formación fuera planteada al pleno de la Confederación de Grandes Logias Regulares de los Estados Unidos Mexicanos.
El 13 y 14 de marzo de 2010, nuevamente las tres logias solicitantes se presentaron, pero ahora ante el pleno de la Confederación de Grandes Logias Regulares de los Estados Unidos Mexicanos, dentro de las actividades de su XCIV Consejo Masónico Nacional, celebrado en Pachuca, Hidalgo, en la cual entregaron en propia mano a cada Gran Maestro presente, así como a las autoridades de la Confederación, el planteamiento de formación de una Gran Logia en el Distrito Federal, anexando el sustento legal que daba solidez a tal objetivo.
En esta reunión se escucharon argumentos y se atendieron responsables inquietudes por parte de los grandes maestros presentes y se concluyó que la emisión de una Gran Carta Patente es facultad y responsabilidad de las grandes logias soberanas, recomendando a la Gran Logia del Estado de México, tomar en cuenta tales consideraciones y actuar en estricto apego a las reglas de regularidad y ordenamientos del Protocolo Vigente.
El 17 de abril de 2010, fue convocada una Gran Asamblea Extraordinaria de la Gran Logia del Estado de México para tratar como único asunto, el desahogo de la petición de Gran Carta Patente, lo cual fue aprobado por votación y sancionado en debida forma.
La Gran Carta Patente fue firmada el 24 de junio de 2010, siendo consagrada y entregada en debida forma ante el pleno de la Gran Logia del Estado de México el 26 de junio de 2010.
El 30 de junio de 2010, la Gran Logia de la Ciudad de México celebró su primer Gran Asamblea, en la cual entregó las cartas patentes a sus tres logias fundadoras, aprobó la Constitución y Estatutos y acordó solicitar su ingreso a la Confederación de Grandes Logias Regulares de los Estados Unidos Mexicanos.
Las tres logias fundadoras son:
- RLS Capilla de María No. 1
- RLS San Jorge No. 3
- RLS Impulso Liberal Moderno No. 11

Por acuerdo unánime de las tres logias, éstas recibieron un número similar al que se tenía en la obediencia de origen y los números interiores serán otorgados a las nuevas logias que se fueran incorporando.
El 15 de julio de 2010, la Gran Logia de la Ciudad de México presentó su solicitud formal de incorporación a la Confederación de Grandes Logias Regulares de los Estados Unidos Mexicanos, en los términos y cumpliendo clara y estrictamente con las condiciones que establece el Protocolo vigente.
A finales del año 2010, se instaló la R. L. S. San Patricio No. 2.
Durante el año de 2011, se instalaron las siguientes Logias, hoy activas en la GLCM:
- R. L. I. Juan O´Donojú No. 5 (R. Logia de Investigación).
- R. L. S. Caballeros Templarios No. 8
- R. L. S. Antiquitas No. 9

En el año de 2012 han sido instaladas, la R. L. S. Abraxas No. 10 y la R. L. S. La Libertad Amada No. 6.
En el primer semestre de 2013, fue instalada la R. L. S. Et Gloria In Perpetuum No. 7 y en el segundo semestre es instalada la R. L. S. Akbal No. 12.
En el año 2014, surge en la G. L. C. M. la idea de auspiciar Logias AJEF (organización que auspicia la Masonería para jóvenes de 14 a 21 años), es por ello que en noviembre de este mismo año se funda la Logia AJEF Esparta Número 1. Meses más tarde, en agosto del 2015, es instalada la Logia AJEF Lázaro Cárdenas Número 2 y posteriormente, en febrero del 2016, la Logia AJEF México Número 7 se incorpora a la GLCM. Para enero de 2019, la Logia AJEF José Martí Número 4 se une al Ajefismo de la GLCM.
El 8 de julio de 2016 la Gran Logia de la Ciudad de México y la York Grand Lodge of Mexico firmaron un tratado de intervisitación en Guadalajara, Jalisco.
En 2016, nacen en el seno de la GLCM la R. L. S. Beit Salomón No. 13, la R. L. Zur Wohltätigkeit No. 6 y la R. L. S. Anakainosis Vera Fraternitas No. 14.
Por lo anterior, actualmente, la G.L.C.M. funciona con catorce Logias masónicas que trabajan bajo cinco diferentes ritos (Escocés Antiguo y Aceptado, York, Emulación, Escocés Rectificado y Zinnendorf) y cuatro Logias AJEF jurisdiccionadas[cita requerida]

### Gran Logia Nacional Mexicana "La Luz"
El 26 de marzo de 1826, el Gran Maestro Guillermo Gardett declaró y proclamó a la Gran Logia Nacional Mexicana con el distintivo de "La Luz" por haberse constituido ya sus primeras cinco logias simbólicas: Núm. 1 "Meridiano Anahuacense"; Núm. 2 "Igualdad"; Núm. 3 "Terror de los Tiranos"; Núm. 4 "Despreocupación Indiana" y Núm. 5 "Luz Mexicana". En 1862, los distintivos variaron a: Núm. 1 "Reforma"; Núm. 2 "Independencia"; Núm. 3 "Libertad"; Núm. 4 "El Orden" y Núm. 5 "Constancia".
De la Gran Logia Nacional Mexicana "La Luz" parte toda la regularidad de la masonería que se practica en México ya que, debido a la desaparición de las Logias Escocesas y Yorkinas arriba señalada, únicamente el Rito Nacional Mexicano continuó trabajando y después del triunfo de La República sobre el II Imperio (el de Maximiliano de Habsburgo) a partir de 1867, fue "La Luz" quien expidió las Cartas Patente que daban regularidad a las logias que empezaron a trabajar en otros ritos.
"La Luz" sigue trabajando hasta hoy en su sede central de la Ciudad de México D. F. y mantiene bajo su jurisdicción, por ministerio de Ley, además de las Logias del Rito Nacional Mexicano que se encuentran en dicha ciudad, a las logias simbólicas del Rito Nacional Mexicano que trabajan en algún estado de la República Mexicana en el que no exista una Gran Logia, además, expidió cartas patente a logias que se encuentran trabajando en otros países.[cita requerida]

### Gran Logia Valle de Saqqara
Radicada en el Estado de México desde el año 2000, la Gran Logia Valle de Saqqara, en referencia al emplazamiento de la necrópolis principal de la ciudad de Menfis, es el primer organismo masónico mexicano que aglutina tres ritos, el Rito Escocés, el Rito de York y el Rito Egipcio, poseen más de 186 logias y con más de 1500 miembros, este cuerpo masónico está reconocido por la masonería regular del mundo, aunque la masonería convencional de México sigue teniendo serias resistencias a la masonería mixta y femenina, en esta Gran Logia se aglutinan logias masculinas, femeninas y mixtas.[cita requerida]

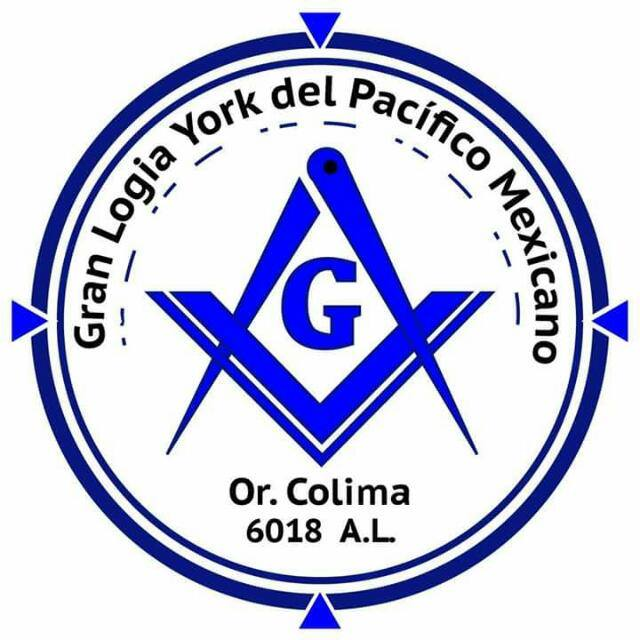
Sello de la Gran Logia York del Pacífico Mexicano

### Gran Logia York del Pacífico Mexicano
Con sede en el Estado de Colima, el día 2 de septiembre de 2018 recibe una Gran Carta Patente emitida por la Gran Logia Plena de California - USA y firma tratados de reconocimiento mutuo con siete potencias masónicas de los Estados Unidos de América, Perú, Argentina, Chile, Brasil, Colombia y Ecuador, la Gran Logia York del Pacífico Mexicano esta conformada por 6 logias masculinas que trabajan exclusivamente bajo el Rito de York, es un cuerpo masónico que se caracteriza por cumplir a cabalidad los antiguos landmarks de la orden con el fin de mantener la regularidad de sus sesiones.

## Confederaciones

### Confederación de las Grandes Logias Regulares de los Estados Unidos Mexicanos
La "Confederación de las Grandes Logias Regulares de los Estados Unidos Mexicanos" agrupa, desde 1932, a las Grandes Logias Regulares nacionales de 31 estados de las 32 entidades federativas de los Estados Unidos Mexicanos. Su máximo órgano ejecutivo es el Consejo Masónico Nacional, constituido de los Grandes Maestros de las Grandes Logias de la Confederación. La lista siguiente enumera los miembros de la Confederación:
| Estado              | Nombre                                                                               | Sito Web                                     |
| ------------------- | ------------------------------------------------------------------------------------ | -------------------------------------------- |
| Aguas Calientes     | Gran Logia del Estado de Aguascalientes Edmundo Games Orozco                         | www.masoneriaoteags.es.tl                    |
| Baja California     | Gran Logia de Estado Baja California                                                 | www.granlogiadeedobc.com.mx                  |
| Baja California Sur | Gran Logia de Baja California Sur                                                    | www.mrglbcs.org                              |
| Campeche            | Gran Logia Campeche                                                                  |                                              |
| Chiapas             | Gran Logia Regular y Confederada del Estado de Chiapas                               | www.granlogiaregyconfdechiapas.org           |
| Chihuahua           | Gran Logia del Estado de Chihuahua Cosmos                                            | www.granlogia-cosmos.org                     |
| Coahuila            | Gran Logia del Estado de Coahuila Benito Juárez                                      | www.facebook.com/granlogiacoah               |
| Colima              | Gran Logia del Estado de Colima Sur Oeste                                            |                                              |
| Durango             | Gran Logia del Estado de Durango Guadalupe Victoria                                  | www.facebook.com/GranLogiaGuadalupeVictoria/ |
| Guanajuato          | Gran Logia del Estado de Guanajuato                                                  | www.granlogiaguanajuato.org                  |
| Guerrero            | Gran Logia del Estado de Guerrero                                                    | www.granlogiaguerrero.com                    |
| Hidalgo             | Gran Logia del Estado de Hidalgo                                                     | www.granlogiadehidalgo.org                   |
| Jalisco             | Gran Logia del Estado de Jalisco Occidental Mexicana                                 | www.glom.mx                                  |
| Estado de México    | Gran Logia del Estado de México                                                      | www.gledomex.org                             |
| Michoacán           | Gran Logia Michoacana Lázaro Cárdenas                                                |                                              |
| Morelos             | Gran Logia del Estado de Morelos                                                     |                                              |
| Nayarit             | Gran Logia del Estado de Nayarit                                                     | www.glen.arredemo.org                        |
| Nuevo León          | Gran Logia del Estado de Nuevo León                                                  | www.granlogianuevoleon.mx                    |
| Oaxaca              | Gran Logia del Estado de Oaxaca Benito Juárez García                                 |                                              |
| Puebla              | Gran Logia del Estado de Puebla Benemérito Ejército de Oriente                       | www.granlogiabedopuebla.com                  |
| Querétaro           | Gran Logia del Estado de Querétaro                                                   | www.granlogiaqueretaro.org                   |
| Quintana Roo        | Gran Logia del Estado Andrés Quintana Roo                                            | www.granlogiaqroo.org                        |
| San Luis Potosí     | Gran Logia de Estado Soberana e Independiente El Potosí                              | www.granlogiaelpotosi.mx/site                |
| Sinaloa             | Gran Logia de Sinaloa                                                                | www.muyrespetablegranlogiadesinaloa.org      |
| Sonora              | Gran Logia del Estado de Sonora Pacífico                                             |                                              |
| Tabasco             | Gran Logia de Estado de Tabasco Restauración                                         | https://restauracion.org.mx                  |
| Tamaulipas          | Gran Logia de Tamaulipas                                                             | www.facebook.com/granlogiadetamaulipas       |
| Tlaxcala            | Gran Logia de Estado de Tlaxcala                                                     |                                              |
| Veracruz            | Gran Logia Unida Mexicana de Libres y Aceptados Masones del Gran Oriente de Veracruz | www.glumver.org.mx                           |
| Yucatán             | Gran Logia Unida la Oriental Peninsular                                              | www.laorientalpeninsular.com.mx              |
| Zacatecas           | Gran Logia del Estado de Zacatecas Jesús González Ortega                             |                                              |

## Altos grados o masonería filosófica en México

### Supremo Consejo de México
El Supremo Consejo de Soberanos Grandes Inspectores Generales del 33º y último grado del Rito Escoces Antiguo y Aceptado para la Jurisdicción Masónica de los Estados Unidos Mexicanos (Supremo Consejo de México), con sede en la calle Lucerna No. 56 de la Ciudad de México, es el Órgano rector de la Masonería Filosófica en el país y el único reconocido por el Supremo Consejo de Estados Unidos, Jurisdicción Sur, ubicado en la Ciudad de Washington D.C. y considerado el Supremo Consejo Madre. 
Fue fundado en el año 1860, cuando Charles Laffon de Ladebat 33º, miembro activo y Gran Maestro de Ceremonias del Supremo Consejo de Estados Unidos, Jurisdicciones Sur, llega al Puerto de Veracruz con la misión de establecer un Supremo Consejo. Charles Laffon, con masones liberales que radicaban en el Puerto funda el Supremo Consejo de México, surgiendo el único Supremo Consejo de México, regular y reconocido internacionalmente.
El Supremo Consejo de México otorga los Grados Filosóficos o Altos Grados a través de sus cuerpos subordinados:
- Logias Capitulares de Perfección: Grados del 4º al 14º.
- Capítulos de Caballeros Rosa Cruz: Grados del 15º al 18º.
- Consejos de Caballeros Kadosch: Grados del 19º al 30º.
- Consistorios de Príncipes del Real Secreto: Grados 31º y 32º.

Como órgano rector, es responsable de supervisar la organización y trabajo de estos cuerpos y de asegurarse que se de la instrucción adecuada. A través de su trabajo y siguiendo los principios y enseñanzas del REAA, el Supremo Consejo de México promueve la instrucción masónica, la fraternidad y el desarrollo personal de sus miembros.
El 33º y último grado del REAA es otorgado directamente por el Supremo Consejo de México. Este grado se otorga a un número limitado de Masones que han hecho contribuciones significativas a la Orden y han demostrado un profundo conocimiento y compromiso con los valores y enseñanzas del Rito Escocés Antiguo y Aceptado.

### Supremo Consejo del Grado 33° de la República Mexicana del REAA ("Puente de Alvarado")
El Supremo Consejo del Grado 33° de la República Mexicana del Rito Escocés Antiguo y Aceptado está a cargo de los grados filosóficos en la República Mexicana y estos se encuentran clasificados y controlados por el más Alto Cuerpo Masónico, desde el cuarto al treinta y tres; Y sus denominaciones, varían de conformidad con las enseñanzas que se imparten dentro de sus diferentes cámaras, y así se sabe que el Capítulo de Perfección lleva como misión el desarrollo de los trabajos contenidos en los grados del cuarto al catorce; que el Capítulo Rosacruz se encarga de “impartir la instrucción correspondiente a “los Grados quince al dieciocho; que el Consejo de Caballeros Kadosh se dedica a enseñar las materias contenidas en los grados diecinueve al treinta; que el Consistorio Regional es la cámara en la cual se dan a conocer las enseñanzas filosóficas comprendidas en los grados treinta y uno y treinta y dos; por último, el Supremo Consejo es el más alto cuerpo masónico en que se trabaja todo aquello que concierne a la masonería filosófica y al grado treinta y tres, puesto que constituye la cúspide de la carrera masónica (equivalente al grado nueve, máximo en el Rito Nacional Mexicano), de donde emanan los más sublimes preceptos, principios y máximas contenidas en todos los grados, desde el cuarto al treinta y tres, cuya profunda filosofía compete conocer a todos los hermanos iniciados para la jurisdicción de la República Mexicana.
Tras presentar los documentos originales y tras haber obtenido en el Libro de Oro la firma del Gran Maestro del Gran Oriente de Francia, fundado en 1728, y del Muy Poderoso Soberano Gran Comendador del Supremo Consejo, Gran Colegio del R.·.E.·.A.·.A.·. (Rito Escocés Antiguo y Aceptado) .·.G.·.O.·.D.·.F.·. (Gran Oriente de Francia), y, tras haber firmado en el libro de Oro los Soberanos Grandes Comendadores de Canadá, Estados Unidos, Turquía, Bélgica, Grecia, Italia, past Grandes Maestros del G.·.O.·.D.·.F.·., el tratado de Paz y Amistad sustenta la regularidad del origen del Supremo Consejo del 33° del R.·.E.·.A.·.A.·. de la República Mexicana (cuyo nombre hasta 1868 era Supremo Consejo de la República Mexicana). En un salón de París, se firmó el Tratado de Amistad y Cooperación, con la intención de que fuese reconocido México a través de su Supremo Consejo ante el mundo masónico. Se reconoció la fundación del Supremo Consejo en 1860, tal como lo marcan las Constituciones masónicas.).[cita requerida]
Gracias a la firma de este tratado, México asistirá con voz y voto a la reunión del 2015 en Lisboa, Portugal, donde se podrán conocer y compartir los Acuerdos Universales Adoptados por todos los Supremos Consejos mundiales reconocidos como originales para cada uno de los países del mundo. Dentro de las experiencias destacadas en el G.·.O.·.D.·.F.·. es la libre y sana convivencia entre los diversos ritos y el trabajo de la mujer en la masonería.[cita requerida]

### Supremo Consejo del 33° Grado de la Masonería Egipcia, Antigua y Primitiva del Rito de Memphis y Mizraím, para los Estados Unidos Mexicanos
Supremo Consejo conformado y autorizado para su instalación en el año 2004, con sede en la CDMX, cuya instalación fue autorizada con documentación (Carta Patente) emitida en Italia y firmada por el Soberano Santuario Internacional de la Masonería Primitiva y Operativa.
Actualmente cuenta con más de 290 cuerpos Filosóficos en toda la República Mexicana y cuyo Soberano Gran Comendador es Miguel Melo Pagola, quien es miembro activo del Soberano Santuario Internacional desde el año 2003.

### Gran Capítulo Unificado de Masones del Real Arco de México
Nació como producto de la división, en 1986, del Gran Capítulo de Masones del Real Arco de los Estados Unidos Mexicanos, cuya sede está en el edificio de la York Grand Lodge of Mexico. En 2004, un grupo de masones que se habían mantenido trabajando el Real Arco fueron reconocidos por el Gran Capítulo General Internacional, el cual les entregó carta patente en octubre de 2005 en la Trienal de Rapid City, Dakota del Sur, con el nombre de Gran Capítulo de Masones del Real Arco de México. El primer Gran Sumo Sacerdote fue Alejandro Álvarez Rodríguez, de Colima; a quien sucedieron Octavio Casamadrid Mata, de Ciudad de México; Rodolfo García Favela, de Ciudad Juárez; Jaime Pérez Vélez, de Michoacán; Willheim Neizser Giraud, de Ciudad de México; Jaime Ríos Otero, de Xalapa; y Manuel Franco, de Ciudad de México. En 2012, siendo Sumo Sacerdote Willheim, el Gran Capítulo Internacional, por gestiones de Edmund D. (Ted) Harrison, decidió desconocer a este Gran Capítulo y creó otro con el mismo nombre. En 2017 ambos se reencontraron y se unificaron, por lo que adoptó el nuevo nombre de Gran Capítulo Unificado, dirigiéndolo Alberto Ruiz Mitre, a quien sucedió José de Jesús Andrade Hidalgo.

### Gran Comandancia de la Valiente y Magnánima Orden del Temple de México
Fue creada en el año 2008. Su primer Gran Comendador fue Jaime Ríos Otero, de Xalapa, Veracruz; de ahí la han dirigido Marco Enrique Rosales Gutiérrez, de Ciudad de México; Rodrigo Augusto Cervantes Gutiérrez, de Ensenada; y Omar Alí Guzmán Castillo, de Puebla; José Jaime Lovera Centeno de la Ciudad de Querétaro; Actualmente el EGC es Eduardo Luna Arredondo. Fue creada bajo la jurisdicción del Gran Campamento de Caballeros Templarios de los Estados Unidos de América, cuando el Gran Maestro era Bill Koon. Importantes masones norteamericanos han respaldado su consolidación como Richard E. Butterfield; Sid Leluan III; Lawrence Eugene Tucker.

## Masonería femenina en México

### Historia de la masonería femenina en México
El Rito de Adopción es un rito masónico inventado ex profeso por varones para las mujeres, y vinculado siempre a logias masculinas. La masonería de adopción en México sólo ha existido en los Estados del sur del país, con rituales completos, propios de su organización, pero diferentes a la masonería de adopción que se promovió en Europa y Norteamérica. Sus cuerpos son denominados “Centros Paramasónicos Femeninos” y como tales están circunscritos al régimen de las logias masculinas que los patrocinan. La masonería de adopción nunca ha sido promovida en el centro y el norte de México, por lo que las mujeres que se han integrado a la masonería lo han hecho directamente en las logias femeninas y mixtas, ya sea en el Rito Escocés Antiguo y Aceptado, en el Rito Nacional Mexicano o en el Rito de Memphis y Mizraím.[cita requerida]
A finales del siglo XIX, bajo el amparo de la Gran Dieta Simbólica de México, se fundaron dos logias femeninas, llamadas “María Alarcón de Mateos” Nº 27 (antes de 1890) y “Josefa C. de Cantón” (en 1891), que sesionaban en el Distrito Federal (hoy Ciudad de México) y en Laredo, Tamaulipas. Estas logias femeninas se disolvieron en 1897. Ambas trabajaban en el Rito Escocés Antiguo y Aceptado. Si bien eran autónomas en su régimen interno, estaban sometidas al gobierno de la Gran Dieta Simbólica, en especial a su promotor, Ermilo G. Cantón, quien bajo presiones de las logias masculinas de entonces, se vio obligado a disolver las logias femeninas.[cita requerida]
Posteriormente, durante los años de 1930 a 1935, bajo el auspicio de la Gran Logia Independiente Mexicana -que años más tarde se fusionaría con la Gran Logia Valle de México-, fueron fundadas las siguientes logias: “Emancipación Dogmática” Núm. 1, “Alma Libre” Núm. 2 e “Izquierdas” Núm. 3. Estas tres logias fundaron el 12 de octubre de 1935, la Gran Logia "Emancipación Dogmática Femenina", con sede en el Distrito Federal. Esta gran logia desapareció a principios de la década de 1960. Esta masonería femenina no era de adopción y trabajaba en el Rito Escocés Antiguo y Aceptado, y mantuvo su autonomía jurisdiccional de la masonería masculina.[cita requerida]
En 1935, algunos hermanos de la logia "Reforma 33 No 5", jurisdiccionada a la Gran Logia Unida de México del Rito Escocés Antiguo y Aceptado, y acordaron, bajo su responsabilidad, formar una logia femenina que no fuera de Adopción; entre ellos, Luis y José Fuentes, Luis A. Casa y Raymundo L. Durand. Al efecto, iniciaron mujeres que fueron aceptadas en trabajos abiertos masculinos, hasta que alcanzaron el grado de maestras y estuvieron suficientemente capacitadas para formar su propio taller. Este levantó columnas en octubre de 1935, con el nombre de "Alma Mexicana". Su Venerable Maestra fue Isabel Bonnabel.[cita requerida]
Posteriormente, la logia recibiría la jurisdicción de la Gran Logia Unida de México bajo el número 9. Esta logia continuó trabajando bajo esta jurisdicción hasta 1945, cuando se separó de la Gran Logia Unida de México y se integró al Rito Nacional Mexicano.[cita requerida]

### Masonería femenina contemporánea en México

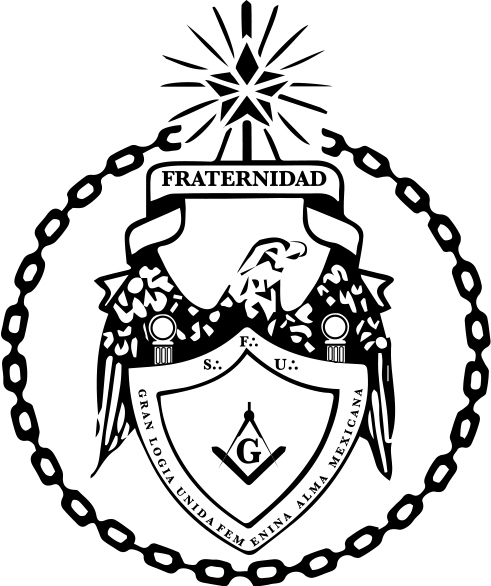
Sello de la Gran Logia Unida Femenina "Alma Mexicana"

Actualmente, existen tres modelos de participación de mujeres en los trabajos masónicos:
La primera es la masonería femenina organizada a nivel nacional en la Confederación de Grandes Logias Femeninas de los Estados Unidos Mexicanos. La segunda es con obediencias femeninas no confederadas y las que han nacido y crecido como resultado de desprendimientos del trabajo mixto y finalmente está la participación femenina en obediencias mixtas.[cita requerida]

#### Masonería Femenina Confederada
La Confederación de Grandes Logias Femeninas Regulares de los Estados Unidos Mexicanos se integró el sábado 14 de diciembre de 1991 en el puerto de Veracruz, con la participación de las Grandes Logias Femeninas “Gran Oriente Femenino de Veracruz” (Veracruz), Gran Oriente de Michoacán, y “El Potosí” (San Luis Potosí). En este evento estuvo presente como testigo de honor France Sornet, Gran Maestra de la Gran Logia Femenina de Francia, quien en septiembre del mismo año había entregado Gran Carta al “Gran Oriente Femenino de Veracruz”, cuna de la Masonería Femenina Confederada en México. Además de contar con la presencia de hermanas de Tabasco y Jalisco, en ese entonces jurisdiccionadas a Veracruz.
Este organismo ha celebrado 18 Congresos y 33 Reuniones del Consejo Masónico Nacional.
- Gran Oriente de Veracruz (fundado el 22 de abril de 1989)
- Gran Logia Femenina “Tarhatzkua”, en el estado de Michoacán
- Gran Logia “Unidad de Tabasco”
- Gran Oriente Femenino de Durango
- Gran Logia Femenina de la Ciudad de México
- Gran Logia “Libre y Unida”, en el estado de Zacatecas
- Gran Oriente Femenino de Nayarit
- Gran Oriente Femenino de Sonora
- Gran Logia “Ave Fénix”, en el estado de Guanajuato

Dependientes de estas obediencias, existen además logias en los estados de Yucatán, Puebla y Nuevo León.
Las masonas confederadas participan en el Supremo Consejo Femenino de México, que gobierna los grados del Rito Escocés Antiguo y Aceptado del 4º. Al 33º. Este organismo de altos grados, recibió su carta patente del Supremo Consejo Femenino de Italia (el Sup. Cons. Fem. de Italia recibe su carta del Sup.Cons. Fem. de Francia y este último lo recibe del Sup. Cons. Fem. de Inglaterra y Gales).[cita requerida]

#### Masonería exclusivamente femenina, no confederada
Aunque mantienen pertenencia a diversos organismos masónicos extraobedienciales en el país, las grandes logias femeninas de este tipo tienen un gobierno central y tienen bajo su jurisdicción logias en cualquier parte de la República, a diferencia de la masonería femenina confederada, donde cada Gran Logia Femenina se aboca exclusivamente a la entidad federativa donde se asiente.
La Gran Logia Unida Femenina Alma Mexicana es la obediencia femenina que sobrevive más antigua del país y la más numerosa. Fue fundada en 1957 bajo el Rito Nacional Mexicano (sistema mixto). A partir de 1965 trabaja exclusivamente en el Rito Escocés Antiguo y Aceptado y está vinculada estrechamente a un Supremo Consejo Femenino de México del Rito Escocés Antiguo y Aceptado, creado por ellas mismas. En este organismo participan la Gran Logia Femenina Luz y Armonía y la Gran Logia Femenina Cuerauaperi.
Existen en el país tres modestas obediencias, a saber, la Gran Logia Femenina Teoyocihuatl, la Gran Logia Femenina Alma de Anáhuac y la Gran Logia Femenina "Mujeres Insurgentes".[cita requerida]

#### Participación femenina en organismos mixtos
La Gran Logia Humana, del Rito Escocés Antiguo y Aceptado, se constituyó en el 2007 con miembros de la Gran Logia Femenina Alma Mexicana, es actualmente una logia mixta y cuenta con 10 logias en la República mexicana.[cita requerida]
La Gran Logia Unida del Valle de Saqqara trabaja en el Rito de Memphis y Mizraím. Este rito admite hombres y mujeres en igualdad de condiciones, por lo que no es propiamente masonería femenina, sino mixta. De igual modo, por la misma razón, encontramos hermanas masonas en el Rito Nacional Mexicano. Bajo los principios desde el laicismo liberal, trabaja en el Rito Francés Moderno la logia mixta "Género Humano".[cita requerida]
Por su parte, la Orden Real de Heredom de Kilwinninng -siguiendo las antiguas costumbres de la masonería operativa-, admite a mujeres en pie de igualdad.[cita requerida]
Cabe mencionar que la masonería femenina en México no ha sido reconocida plenamente por varias potencias masónicas de los ritos de York y Escocés antiguo y Aceptado, que no admiten a la mujer dentro de los rituales masónicos de sus templos.[cita requerida]
Los principales ritos mixtos en México son el Rito Nacional Mexicano, el Rito Nacional Mexicano Antiguo y Aceptado, el Rito Francés Moderno y el Rito Hermético Tradición Tolteca, entre otros. Las logias mixtas más conocidas se encuentran la Gran Logia Nacional Mexicana "La Luz", cuya sede está en la Ciudad de México, la Respetable Logia Género Humano, también en la Ciudad de México y la Respetable Logia Ometochtli Tepoztecatl de la ciudad de Cuernavaca, estado de Morelos.[cita requerida]

## Organizaciones juveniles paramasónicas

### A.J.E.F.
A.J.E.F. es un acrónimo que significa "Asociación de Jóvenes Esperanza de la Fraternidad". Es un cuerpo auxiliar de la francmasonería para los jóvenes que residen en México, los Estados Unidos y América Latina, y que cuentan con edades comprendidas entre los 14 y los 21 años. Aunque inicialmente las organizaciones locales eran conocidas como logias A.J.E.F., el título ha cambiado a talleres A.J.E.F., para reforzar el hecho de que la A.J.E.F. no es una parte de la masonería, sino un cuerpo auxiliar de la misma. Cada capítulo está patrocinado por una logia masónica, tanto a un nivel económico como a un nivel de apoyo moral. Es una organización equivalente en su método y función a la Orden DeMolay. En algunos talleres o logias A.J.E.F., su membresía está abierta a ambos sexos. El ajefismo es la institución paramasónica mixta juvenil bajo el patrocinio de la masonería simbólica. Pueden pertenecer a la A.J.E.F. jóvenes de entre 14 y 21 años de edad. No en todas las jurisdicciones está permitida la admisión femenina, y la tendencia es a suprimirla definitivamente, aunque por el momento se siguen encontrando jurisdicciones mixtas.[cita requerida]

### Orden DeMolay
La Orden DeMolay nace en los Estados Unidos en 1919, fundada por Frank Sherman Land. Es la organización paramasónica juvenil masculina más antigua del mundo. Sus miembros van desde los 12 a los 21 años. En México, la Orden DeMolay Renació el 10 de enero de 2004 en la ciudad de Cuernavaca, Morelos; con el Capítulo primax DeMolay México Núm. 1. A diferencia de otras organizaciones paramasónicas jurisdiccionadas a un rito masónico determinado, la Orden DeMolay es autónoma y puede ser patrocinada con cualquiera de los ritos regulares. En México, la Orden DeMolay está representada por la Oficialía Ejecutiva Jurisdiccional de la Orden DeMolay para México, con capítulos en varios estados del país, como Morelos, Querétaro, Jalisco, Distrito Federal y Oaxaca.[cita requerida]

### Orden de las Hijas de Job y Orden del Arcoíris
Las dos organizaciones paramasónicas juveniles femeninas, patrocinadas en México originalmente por el Rito de York, son la Orden de las Hijas de Job y la Orden del Arcoíris. Tienen características similares a la Orden de Molay. De igual modo que la Orden de Molay en México, ambas órdenes femeninas están ligadas tanto a la York Grand Lodge of Mexico, como a la Gran Logia Regular del Rito York en México.[cita requerida]

### Orden Juvenil Virtus
Organización paramasónica mixta juvenil de Rito Francés, diseñada por la Respetable Logia "Équitas" No. 6, pensada para los Jóvenes del Siglo XXI, el multiculturalismo, pluralidad y el mundo globalizado, para el desarrollo humanista, ético y científico, integrando a Masones y Jóvenes en Diálogos Intergeneracionales para compartir de ambas partes conocimientos y experiencias con el objetivo que tanto los adultos Masones como los Jóvenes Virtus tengan crecimiento personal. Basado con temas de interés para el empoderamiento juvenil en una sociedad plural.[cita requerida]

### Los luvetones
Los cuerpos juveniles en la actualidad son objeto de discusión, ya que no gozan de reconocimiento oficial de la gran confraternidad universal, solo son grupos de impulso al interés masónico, sus objetivos y metas esencialmente son morales y cívicos, no gozan de derechos asimiles a los de los masones regulares. No así los llamados luvetones, ya que estos son hijos de masones regulares que son adoptados como ahijados por otros masones regulares que son nombrados "padrinos" a los cuales estarán ligados por derechos y obligaciones como los de un padrino y ahijado de las religiones comunes; los cuales si son reconocidos por la gran confraternidad universal, a estos se les da dicho título por ritual o sesión especial llamada "adopción de luvetones" dentro de una logia y con todas sus dignidades u oficiales, a la edad de doce años por lo general, y son plenamente aceptados por una logia o gran logia auspiciadora, ya que llegando a la edad requerida y si solicitan ser iniciados cuando los estatutos de la orden lo permite, serán recepcionados en forma especial y un poco distinta de los demás candidatos, porque su calidad de "luvetones" los hace tener ciertos privilegios sobre el resto de los llamados profanos, entre los cuales se encuentran aún los "grupos o cuerpos juveniles", que siguen siendo profanos y no tienen el alcance y el reconocimiento de un luvetón o hijo de masón regular adoptado en ritual.[cita requerida]

## Aportaciones del exterior a la masonería mexicana
Los dos ritos masónicos principales -el Rito Escocés Antiguo y Aceptado, así como el Rito York- llegan a México de la mano de extranjeros. El primero muy posiblemente lo hace a través de las tropas realistas estacionadas en la Nueva España. Por entonces, logias masónicas itinerantes poblaban el ejército español. El contacto con las ideas de la Revolución francesa a través de la ocupación napoleónica de la Península ibérica, hizo que dichas logias militares abrazaran los principios de la Ilustración. Es así como a lo largo de las dos primeras décadas del siglo XIX, se producen en España asonadas liberales azuzadas por logias masónicas militares. El levantamiento de la Revolución liberal de 1820 contribuirá de manera definitiva a la independencia del Primer imperio mexicano. Así, podemos afirmar que es a partir de las logias masónicas realistas estacionadas en la Nueva España que se introduce el Rito Escocés Antiguo y Aceptado en el naciente Imperio mexicano.[cita requerida]
El Rito York es introducido entre 1822 y 1823 por el embajador de los Estados Unidos Joel Poinsett, con la finalidad de intervenir en la joven clase política mexicana a través de las logias de ese rito. Con el tiempo dichas logias acogerán a la emigración estadounidense -principalmente comerciantes-, pero también a prominentes políticos mexicanos. A lo largo del siglo XIX, las obediencias masónicas del Rito York constituirán un verdadero lobby de los intereses comerciales norteamericanos en México. Será la expropiación del petróleo en México en 1938, el acontecimiento que haga mermar de manera significativa las logias del Rito York en México.[cita requerida]
El Supremo Consejo del Grado 33 del Rito Escocés Antiguo y Aceptado para los Estados Unidos Mexicanos, acoge en su seno antiguos cuerpos bilingües, como es el caso de "City of Mexico" Nº 1, logia que trabaja desde 1912 y que ha acogido en sus filas a personajes como Miguel Alemán Valdés. Como capítulo hermano, el tres de diciembre de 1921, se funda el homónimo "City of Mexico" Nº 1, pero del Rito York, obediente al Gran Capítulo de Masones del Real Arco de México.[cita requerida]
Al terminar la Guerra civil española en 1939, se instala en México el Grande Oriente Español en el exilio. Del mismo modo, el Supremo Consejo del Grado 33 para España igualmente en el exilio, lo hará formalmente a partir de 1943. Diego Martínez Barrio, quien fuera Gran Maestro del Grande Oriente Español entre 1929 y 1930, será entre otros presidente de la República española en el exilio. José Giral Pereira, iniciado muy joven, será presidente del Consejo de ministros, tanto en España como en el exilio en México. Además, formó parte del exilio masónico español Juan Botella Asensi, ministro de Justicia. De este Gran Oriente hoy integrado en la Gran Logia de España, sobrevive en México la logia "Luz hispánica". Popularmente se ha creído que el general que defendió la ciudad de Madrid, José Miaja Menant -exiliado en México-, era masón; sin embargo, no sólo no existe ninguna prueba de ello, sino que él mismo siempre lo negó expresamente.[cita requerida]
En marzo de 1969, dentro de la Gran Logia Valle de México, inicia trabajos la logia francomexicana "Devenir" Nº 96, que utiliza hasta el día de hoy rituales del Rito Escocés Antiguo y Aceptado de la Gran Logia de Francia, en su edición de 1958. Si bien los trabajos se llevan a cabo en español, la apertura y el cierre tienen lugar en idioma francés. Esta logia excepcionalmente trabaja también en el Rito Francés.[cita requerida]
Dentro de la tradicional acogida mexicana a los exiliados de distintos países, en 1975 se crea en el seno de esta misma obediencia, la Gran Logia Valle de México, la logia "Salvador Allende" Nº 10, constituida en sus inicios exclusivamente por exiliados chilenos. La mayoría de sus miembros provenían de la logia "Hiram" Nº 65 de la Gran Logia de Chile, la misma a la que perteneció hasta su muerte el propio presidente chileno Salvador Allende en Santiago de Chile. Miembros fundadores destacados de esta logia fueron Edgardo Enríquez (ministro de Educación de Allende), Hugo Vigorena (último embajador de Salvador Allende en México), Galo Gómez Oyarzún (exvicerrector de la Universidad de Concepción), David Jaime Saúl, Rodolfo Ortega Fenner (subdirector de la Línea Aérea Nacional de Chile, LAN Chile), Anselmo Sule (senador de la República), así como Hugo Miranda, quien fue senador, diputado, presidente de la Cámara de Diputados y director de la Casa de Chile en México. Esta logia ha trabajado ininterrupidamente en el templo "Bernardo O'Higgins", considerado el padre de la patria chilena.[cita requerida]